# Episodi di Revenge (quarta stagione)
La quarta e ultima stagione della serie televisiva Revenge, composta da 23 episodi, è stata trasmessa dal 28 settembre 2014 al 10 maggio 2015 sul canale statunitense ABC.
In Italia la stagione è andata in onda in prima visione satellitare dal 30 gennaio al 3 luglio 2015 su Fox Life, canale a pagamento della piattaforma Sky.
| nº | Titolo originale | Titolo italiano           | Prima TV USA      | Prima TV Italia  |
| -- | ---------------- | ------------------------- | ----------------- | ---------------- |
| 1  | Renaissance      | Rinascita                 | 28 settembre 2014 | 30 gennaio 2015  |
| 2  | Disclosure       | Rivelazione               | 5 ottobre 2014    | 6 febbraio 2015  |
| 3  | Ashes            | Ceneri                    | 12 ottobre 2014   | 13 febbraio 2015 |
| 4  | Meteor           | Redivivo                  | 19 ottobre 2014   | 20 febbraio 2015 |
| 5  | Repercussions    | Ripercussioni             | 26 ottobre 2014   | 27 febbraio 2015 |
| 6  | Damage           | Danno                     | 2 novembre 2014   | 6 marzo 2015     |
| 7  | Ambush           | Imboscata                 | 9 novembre 2014   | 13 marzo 2015    |
| 8  | Contact          | Infinite volte l'infinito | 16 novembre 2014  | 20 marzo 2015    |
| 9  | Intel            | Informazioni              | 30 novembre 2014  | 27 marzo 2015    |
| 10 | Atonement        | Sacrificio                | 7 dicembre 2014   | 3 aprile 2015    |
| 11 | Epitaph          | Epitaffio                 | 4 gennaio 2015    | 10 aprile 2015   |
| 12 | Madness          | Follia                    | 11 gennaio 2015   | 17 aprile 2015   |
| 13 | Abduction        | Rapimento                 | 18 gennaio 2015   | 24 aprile 2015   |
| 14 | Kindred          | Cambiamenti               | 25 gennaio 2015   | 1º maggio 2015   |
| 15 | Bait             | Trappola                  | 8 marzo 2015      | 8 maggio 2015    |
| 16 | Retaliation      | Conflitti di famiglia     | 15 marzo 2015     | 15 maggio 2015   |
| 17 | Loss             | Perdita                   | 22 marzo 2015     | 22 maggio 2015   |
| 18 | Clarity          | Sincerità                 | 29 marzo 2015     | 29 maggio 2015   |
| 19 | Exposure         | Uno sguardo al passato    | 12 aprile 2015    | 5 giugno 2015    |
| 20 | Burn             | Brucia                    | 19 aprile 2015    | 12 giugno 2015   |
| 21 | Aftermath        | Conseguenze               | 26 aprile 2015    | 19 giugno 2015   |
| 22 | Plea             | Piano diabolico           | 3 maggio 2015     | 26 giugno 2015   |
| 23 | Two Graves       | Linea di confine          | 10 maggio 2015    | 3 luglio 2015    |

## Rinascita
- Titolo originale: Renaissance
- Diretto da: John Terlesky
- Scritto da: Mark Kelley, Sunil Nayar

### Trama
La vendicatrice degli Hamptons è tornata e sono passati 6 mesi dall'ultimo episodio della terza stagione. Ora, però, la voce narrante di questo episodio è quella di Victoria, che tenta di riprendersi in sedute tutti insieme al centro psichiatrico dopo aver "spiritualmente" perdonato Emily, che ha sorprendentemente acquistato e rimodernato con l'aiuto di Nolan Grayson Manor. Ma in realtà, Victoria arde ancora dentro e fuori subisce le angherie delle persone che, a differenza sua, sono davvero malate mentalmente. Emily e Nolan stanno organizzando una festa, ma Nolan ancora non riesce ad accettare che d'ora in avanti nella sua vita non ci saranno più ricatti, avvelenamenti e cose varie, poiché Conrad è morto, Victoria è rinchiusa e Daniel si sta autodistruggendo. Intanto, David, ritornato sorprendentemente dall'aldilà, ringrazia l'agente Moskowsky, quello che fece evadere Conrad traendolo in inganno, e decide di dirigersi a Southampton per risolvere delle questioni in sospeso... Daniel se la spassa soddisfacendo i propri sfizi da ricco rampollo, mentre Margaux, che gli ha tolto il ruolo di suo braccio destro e l'ha dato a suo fratello Gideon, cerca di riportarlo nella buona strada. Nel mentre, Jack è diventato un poliziotto, dopo essere stato in prigione a causa del rapimento di Charlotte. Emily, dopo aver accidentalmente ammaccato il telaio della vettura di una donna, Nancy, la invita alla sua festa così da poter anche portare il preventivo perché Emily paghi le spese di riparazione. Jack va a prendere Carl all'asilo, ma qualcun altro l'ha portato via. Tornato allo Stowaway, trova Charlotte con Carl e la ragazza gli ricorda le sofferenze che ha subito nel rapimento. In clinica, la migliore amica di Victora, Phillis, le riesce a procurare un telefono, rubato dalla tasca dell'inserviente. Victoria, con il telefono rubato, chiama a casa Grayson, non aspettandosi la risposta di Emily. Victoria la prega invano di liberarla, ma viene scoperta dalle infermiere che le somministrano di nuovo dei calmanti. Il giorno dopo, Jack va da Emily per spiegarle il perché della sua scelta di arruolarsi nelle forze dell'ordine e diventare poliziotto: ci aveva già pensato dopo la morte di Amanda e quella di Declan e sapeva che Conrad aveva la polizia in mano, ma lui non si sarebbe fatto corrompere. Ma poi non si arruolò dopo aver scoperto chi era davvero Emily Thorne. I due fratelli Grayson, riuniti nell'appartamento di Daniel, sono ancora ignari del fatto che la loro madre non sia in giro per il mondo ma rinchiusa in una clinica psichiatrica. Victoria ha una nuova compagna in stanza, Louise Ellis, una ragazza di buona famiglia. Anche questa donna è stata ingiustamente rinchiusa in clinica dalla sua perfida madre, dopo la morte per eccesso di alcool di suo padre. Ma Victoria ha un piano per scappare, e sfrutterà Louise per fare ciò. Emily, dopo aver notato strane presenze, ritorna nella sua vecchia casa per controllare. La ragazza non trova nessuno, ma non sa che suo padre la sta osservando. La festa di Emily ha inizio, e la donna alla quale aveva provocato l'ammaccattura alla macchina si è presentata. Anche Charlotte e Gideon, che si sono messi insieme, e Margaux si sono presentati. Daniel non ha più potere come prima, perché sta ormai perdendo tutto, nonostante cerchi di mostrare alla gente di essere ancora ricco e popolare. Jack e il suo superiore vengono invitati. Il superiore di Jack, Ben, dopo aver trovato Charlotte sniffare cocaina per colpa di Gideon, la vuole arrestare ma Jack lo ferma. Nel mentre, l'inserviente della clinica porta via il baule dei vestiti lussuosi di Louise, ma dentro si è nascosta Phillis. La donna fa scattare l'allarme antincendio, mentre Louise semina il panico tra i pazienti, che credono ci sia davvero un incendio. Tutto questo per far fuggire Victoria, che lascia Louise dentro senza aiutarla come previsto. La regina dei ghiacci è tornata... Nolan cerca di spingere Margaux ad allontanare Gideon da Charlotte, altrimenti verso la fine dell'estata la ragazza rischierà di farsi arrestare. In giardino, Emily fa varare la barca dei suoi amici donatori Dennis e Jennifer. Dennis ha dato il nome di Jennifer alla barca, ma quando gli aiutanti tolgono il velo, sulla barca scoprono il nome di Valerie, l'ex amante di Dennis, e così Jennifer rompe con lui. In realtà era tutta una macchinazione; Emily aveva urtato apposta la macchina di Nancy, che aveva perso il fidanzato. Infatti era stato proprio Dennis ad investirlo con la macchina, distratto dall'ex amante Valerie. Quindi, Emily aveva deciso di vendicare la morte del fidanzato di Nancy distruggendo la relazione tra Jennifer e Dennis e rovinando quest'ultimo. Nancy, però, pensa che sarà inutile quel che succederà a Dennis, poiché non servirà a far ritornare il suo fidanzato. Margaux va da Daniel per ascoltare che cos'ha da dire sulla ragazza dai capelli rossi, quella che trovò morta accanto a lui nell'ultimo episodio della terza stagione, ma non disse mai niente a Margaux per non rovinare tutto. Ma le rivela anche quel che Gideon ha fatto, e Margaux capisce tutte le macchinazioni di suo fratello. Per fermare Gideon, vuole allearsi con Daniel per salvare Charlotte dalla sua brutta influenza. Emily richiama Nolan per spiegargli perché ha fatto tutto quello a Jennifer e Dennis: si era immedesimata in Nancy, aveva provato tutto il dolore di Nancy. Subito dopo, apre la porta e si trova davanti Victoria. La donna afferma che se avesse abbandonato la vendetta e avesse ascoltato quel che lei aveva da dire, si sarebbe ricongiunta con Charlotte. Ora è il suo turno. Appena andata via, Victoria viene narcotizzata e sequestrata da David...
- Guest star: James Tupper (David Clarke), Karine Vanasse (Margaux LeMarchal), Daniel Zovatto (Gideon LeMarchal), Brian Hallisay (Ufficiale Ben Hunter), Alicia Lagano (Nancy), Elena Satine (Louise Ellis), Ned Vaughn (Dennis Foley), Allison McAtee (Jennifer Foley), Yeardley Smith (Phillis), Ray Proscia (Dr. Miller), Wade Williams (Agente Mostrowsky).

## Rivelazione
- Titolo originale: Disclosure
- Diretto da: Kenneth Fink
- Scritto da: Joe Fazzio

### Trama
Victoria si risveglia nella vecchia casa di Emily, da sola e spaventata. Ma subito dopo scopre di essere con David, e scopre che è ancora vivo. David esige la verità: vuole sapere se è stata anche lei ad incastrarlo. Victoria gli dice che è vero, ma David la strangola. Solo dopo scopre che era solo un incubo, e si risveglia in un furgone guidato da David stesso. Emily vuole trovare Victoria, ma Nolan non vuole supportarla. Daniel, intanto, va a bucare la gomma della macchina di Gideon. Victoria, dopo che David ha aperto il furgone, scappa via ma non troppo lontano, perché prima di essere investita da un camion, David la salva. Ma David non vuole farle del male. Charlotte scopre che Gideon va a letto con un'altra, e lo affronta. Gideon le risponde in modo sfacciato. Charlotte lo dice subito dopo a Daniel, felice per la loro rottura. Ma gli dice anche che ha speso tutti i soldi che erano per l'affitto in feste e robe varie. Visto che Daniel, che ha intanto ricevuto la visita di Emily, non la ascolta, Charlotte si conforta nelle pillole. David porta Victoria nel bunker dove ha vissuto per ben 20 anni. Gideon e Margaux iniziano ad affrontarsi senza esclusione di colpi per l'acquisto di una società, ma è tutto un piano di Margaux e Daniel. Nolan, dopo aver piazzato delle mini-telecamere, dà la posizione di Charlotte ad Emily, così che possa andare a parlare con lei. Appena arrivata, Emily scorge Charlotte sul cornicione, desiderosa di buttasi giù! Emily cerca di salvarla prima che il peggio possa accadere, ma arriva prima Ben, in extremis. David esige la verità da Victoria, vuole sapere tutto dalla A alla Z. Come nell'incubo, David le chiede se è stata lei a tradirlo e lei gli risponde di sì, dicendo anche perché. Ma David non la strangola, al contrario la abbraccia. Gideon si reca nel ristorante per incontrare Jerry Thomas, il direttore della società che vuole acquistare, e viene da lui Daniel, che lo avverte di non avvicinarsi mai più a sua sorella. Jack porta Charlotte da Emily, anche se lei si rifiuta di ascoltarla. Emily, stremata, le rivela che è stata lei a rapirla e, ultimo ma non meno importante, che è lei Amanda Clarke, pertanto la sua vera sorella. Victoria non capisce come mai David sia ancora vivo dopo che Murphy lo accoltellò e l'uomo le spiega che fu effettivamente accoltellato, perse i sensi ma fu soccorso e si riprese, proprio quando lo liberarono. Ma David non vuole continuare con il resto della storia, perché ha intenzione di proteggere Charlotte come non ha fatto con Amanda; David, però, pensa che Amanda sia quella morta nell'esplosione dell'omonima barca, ma non sa che quella vera si fa passare ora per Emily Thorne. Victoria non gli dice niente sulla verità e rimane in silenzio, dopo che David le ha proposto di ricominciare una nuova vita insieme. Durante l'incontro con il sig.Thomas, un'attrice pagata da Margaux va da Gideon dicendo che ha ancora dei debiti da colmare con lei e mostra a tutti la bustina di droga che Gideon aveva nella tasca, prima di andarsene. Dopo la brutta figuraccia, Jerry se ne va. Intanto Daniel, seduto accanto al tavolo di Jerry e Gideon, si è portato un giornalista, Miles, perché assista a tutto. Charlotte è ancora incredula, ed Emily le spiega tutto fin dall'inizio. Subito dopo le mostra tutto il contenuto della scatola dell'infinito. Ma nonostante tutto, Charlotte non la perdona e distrugge la preziosa scatola dell'infinito. David e Victoria si sono riconciliati, ma David nota nella donna qualcosa di strano e pensa che abbia semplicemente paura di lui. David le rivela di essere stato lui ad uccidere Conrad. La donna lo ringrazia. Emily ripara la scatola dell'infinito, ma è comunque addolorata per il fatto che Charlotte non l'abbia capita e perdonata, ma Nolan la conforta. Subito dopo, Emily riceve la chiamata di Charlotte. La notizia della droga di Gideon è stata diffusa ovunque, e Margaux finge di essere sconvolta. Ma Gideon si è già reso conto della trappola che sua sorella gli ha teso, rivelandole che come ha ucciso la ragazza dai capelli rossi incolpando Daniel, ora può anche uccidere loro due. Margaux, spaventata, fa cadere tutte le colpe su Daniel, ma Gideon non le crede. Allora Margaux glielo dimostra chiamando Jerry, incolpando Daniel di aver sabotato i loro affari, così da salvare Gideon e soprattutto sé stessa. Jerry accetta di rivederlo, ma dato che l'uomo deve partire il giorno dopo per Londra, Gideon prenota un volo per la sera stessa, proprio come voleva Margaux. Intanto, Jack si ingelosisce dopo che Ben gli rivela di essere interessato ad Emily. Charlotte ed Emily si ritrovano allo Stowaway e Charlotte le lascia un biglietto con delle cose che verbalmente non riesce ad esprimerle. In realtà, era tutta una trappola, perché subito dopo Charlotte la colpisce in testa con un estintore. Margaux accompagna Gideon in aeroporto, ma viene fermato dagli agenti di sicurezza che trovano della droga nel suo zainetto e lo arrestano. Margaux gli dice addio e se ne va...Margaux va da Daniel e gli rivela che è stato suo fratello ad uccidere la ragazza dai capelli rossi. Subito dopo, si lasciano andare e fanno l'amore. Intanto, David e Victoria stanno andando da Charlotte, perché David vuole rivederla. Ma Victoria, per vendicarsi di Emily, dice a David che quella ragazza non permetterà loro di stare insieme alla loro figlia e che devono fermarla, che è stata lei a rinchiuderla in un manicomio e tutto il resto. Facendo ciò, Victoria lo induce a fare del male alla sua vera figlia, Amanda. Intanto, Charlotte cosparge lo Stowaway di benzina e dà fuoco al bar, mentre Emily è ancora senza sensi...
- Guest star: James Tupper (David Clarke), Karine Vanasse (Margaux LeMarchal), Daniel Zovatto (Gideon LeMarchal), Brian Hallisay (Ben Hunter), Cristopher Grove (Jerry Thomas), Bradley Snedeker (Miles VanBuren).

## Ceneri
- Titolo originale: Ashes
- Diretto da: Colin Bucksey
- Scritto da: Alex Taub

### Trama
Lo Stowaway continua a bruciare, ma Jack interviene e trova Emily senza sensi in mezzo al fuoco. I pompieri spengonoo il fuoco, mentre Jack salva la vita ad Emily. Intanto Victoria porta David nel cottage di famiglia perché alloggi lì per un po', ignari di essere osservati. Emily non dice la verità ai pompieri, dicendo di essere stata l'unica ad entrare allo Stowaway! Il giorno dopo, Nolan va da Emily per dirle di aver trovato Victoria. Ma Emily non se ne interessa più di tanto. Victoria va da Daniel, ma non la accetta. Victoria non vuole rivelargli dove sia andata a finire quei 6 mesi, ma ha intenzione di rimettere in carreggiata la famiglia Grayson, senza però l'aiuto di suo figlio. Nello stesso hotel dove hanno discusso madre e figlio, però, si trova anche Louise, che ha ascoltato la loro conversazione. Né Jack né la polizia sospettano di qualcuno per l'incendio dello Stowaway. Nolan lo conforta per ricostruire il bar. Subito dopo, un uomo gli fa visita dicendogli che prima dell'incendio, una ragazza era scappata via, la ragazza che aveva lavorato da lui. Jack capisce che si tratta di Charlotte. Louise segue Victoria per riabbracciarla: infatti, dopo che il Dr. Miller si licenziò, arrivò un nuovo dottore che riesaminò il suo caso e la lasciò andare. Ora Louise non sa dove andare, ma Victoria non riesce ad aiutarla. Louise ci rimane molto male. Emily va da Jack, che vuole sapere cosa ci faceva Charlotte lì. Emily gli racconta tutto. Jack non vuole farla passare liscia a Charlotte, a differenza di Emily, che pensa di meritarsi tutto quello che la sorellastra le ha fatto. Intanto, Charlotte riceve la visita di sua madre e le dice quel che ha scoperto su Emily, ma anche il tentato omicidio ai suoi danni. Subito dopo, Victoria le rivela che suo padre è ancora vivo. Daniel contatta un suo vecchio amico, Jemie, per trovare lavoro, ma tutti si chiudono quando sentono il cognome "Grayson". Jamie gli propone di farsi una vacanza per un po', fin quando la gente non sarà passata ad un altro scandalo. Intanto, Victoria accompagna Charlotte da suo padre. Padre e figlia si incontrano finalmente. Emily, dopo aver intercettato la posizione di Charlotte, ha intenzione di andare a parlarle di nuovo. Nolan cerca di fermarla, ma non si può. David e Charlotte hanno tempo per chiacchierare e parlare tra di loro. Victoria, però, sta cercando di mettere in buona luce sua figlia, alterando tutta la verità sulla confessione di Conrad e il resto. Margaux cerca di aiutare Daniel a trovare lavoro, anche se macchierà il nome della sua società. Dopo aver messo a letto Charlotte, Victoria intravede Emily venire verso il cottage e va a fermarla puntandole un fucile contro. A causa delle urla, Charlotte si sveglia e ascolta quello che Emily ha da dire, senza però uscire da casa. Victoria ferma Emily, minacciandola di sparare. Ma poi abbassa il fucile, non volendo darle una morte rapida, e poi avverte la ragazza. Emily se ne va. Poco dopo, trova Ben nella strada per il ritorno intento a scrutare la macchina che la ragazza aveva parcheggiato in mezzo alla strada. Ben le chiede che cosa ci facesse in quella foresta, e Emily gli risponde prontamente. Daniel torna in hotel ma non ha pagato la suite da 2 mesi e il direttore Simon si è trovato costretto a registrare la sua uscita e a portare via i suoi bagagli. Emily si rende conto che Victoria ha in mente qualcosa che lei non riesce a capire e inizia a sospettare. Ben dà a Jack la possibilità di tenere il caso dell'incendio aperto, ma Jack ascolta i consigli di Emily e decide di chiudere il caso. Victoria racconta a David della visita inaspettata di Emily e gli raccomanda di preparare i bagagli perché dovranno andare in un altro posto, creando ancor più ostilità tra Emily e David. Allora David, dopo la partenza di Victoria, prende un coltello e si dirige negli Hamptons. La sera stessa, Jack va a Grayson Manor per dare ad Emily una loro vecchia foto di quando erano bambini, con Sammy, il cane. Poi le dice che non ha più intenzione di ricostruire lo Stowaway poiché ha capito che quel bar era il sogno di suo padre e non il proprio. Quindi ha deciso di dedicarsi completamente alla sua carriera da poliziotto e soprattutto a Carl. Prima che se ne vada, Emily lo ringrazia della visita. Daniel incontra Louise in un locale e cerca di abbindolarlo a lei per qualche strana ragione. Victoria va da Margaux per dirle che lei è come una figlia e che il ricordo di Pascal è ancora vivo nel suo cuore, ma le sue intenzioni sono quelle di ricevere il suo aiuto finanziario. Mentre Emily dorme, David si intrufola in casa sua. Ma grazie al cielo c'è Nolan che controlla le telecamere e nota la presenza di un estraneo grazie ai sensori di movimento. David entra in camera di Emily, ma nota qualcosa di familiare in lei. Nolan interviene appena in tempo e cerca di sparare all'individuo, che però scappa dal balcone. La ragazza viene svegliata dal suono degli spari e cerca di vedere dove si trovi David, ma non ci riesce. Entrambi non sanno chi sia...
- Guest star: James Tupper (David Clarke), Karine Vanasse (Margaux LeMarchal), Elena Satine (Louise Ellis), Brian Hallisay (Ben Hunter), Jussie Smollett (Jamie), Michael Greco (Simon).

## Redivivo
- Titolo originale: Meteor
- Diretto da: J. Miller Tobin
- Scritto da: Karin Gist

### Trama
Emily e Nolan cercano di scoprire l'identità dell'estraneo che si è intrufolato furtivamente in casa Grayson. I due hanno dei sospetti su Victoria ed Emily vuole agire di risposta, nonostante Nolan voglia chiamare la polizia. Victoria, ritornata al cottage non trova Charlotte, ma trova David all'ingresso, che le rivela di aver tentato di uccidere Emily. Victoria vuole ancora nascondere David al mondo, altrimenti lo condanneranno di nuovo per l'omicidio di Conrad. Nolan non ascolta gli ordini di Emily e chiama Ben e Jack. Dopo la partenza di Victoria, David inizia ad autolesionarsi senza un motivo ben preciso. Daniel si è interessato a Louise Ellis e cerca di farsi assumere da lei. Mentre Nolan porta Ben in camera di Emily per fargli vedere da dove si è gettato l'intruso, Jack cerca di convincere Emily a non agire di conseguenza dopo il presunto tentato omicidio su commissione, e la avverte che se tenterà di ferire Victoria, la arresterà. Charlotte, tornata alla sua suite, trova sua madre che la rimprovera di aver falsificato la sua ricetta medica per comperare altre pillole. Ma Charlotte le risponde dicendo che è tornata nella cattiva strada perché Victoria aveva intenzione di usarli solo per danneggiare Emily. Jack capisce che Ben sta cercando di provarci con Emily. David si reca in un negozio, ma il commesso lo vede rubare. Cercando di scappare, David viene arrestato e portato in centrale, dove c'è Ben che nota David andare zoppicando e si insospettisce. Poco dopo, chiama Emily e le lascia un messaggio in segreteria. Victoria va per farsi perdonare da Daniel, dandogli anche dei soldi. Ma Daniel sa già che se li è fatti prestare da Margaux e le dice di stare lontana sia da lui che da Charlote e Margaux. Daniel ritrova Louise anche in piscina. Jack sta interrogando dei presunti criminali, e tra quelli trova anche David. Jack è sconvolto. Emily va in centrale e Ben vuole portarla da David. Jack vuole parlare con Emily, ma le circostanze non glielo permettono. Ben la porta al confronto, ed Emily riconosce subito suo padre e chiama il suo numero. Lei si mette a piangere, ma David non può vederla a causa del vetro oscurato. Emily non lo accusa e lo lascia andare. Louise cerca ancora di provarci con Daniel, che non sa se ignorarla o interessarsi a lei. Louise gli chiede di sua madre, Victoria, e inizia a raccontargli anche di sua madre. Emily è sconvolta più del previsto, e Nolan arriva appena in tempo per scoprire tutto. Emily chiede a Jack di farle vedere suo padre. Edward Alvarez, il comandante, chiama Victoria per dirle che le impronte dello straniero che è entrato in camera di Emily corrispondono a quelle di David Clarke. Victoria fa finta di essere esterrefatta. La notizia è pervenuta all'FBI, che vuole vedere David. Nolan la scorta via. Grazie ai soldi di Louise, Daniel è riuscito a riottenere l'attico e una somma di soldi. Poco dopo, gli fa visita Louise che gli porta un regalo. David viene interrogato dall'FBI e si presenta anche Victoria, con un avvocato. Ma David non ha bisogno di un avvocato, vuole solo dire la verità. Ma nella verità, c'è anche qualche bugia: per esempio, non dice di aver ucciso Conrad, e dice che lui pagava delle guardie perché lo flagellassero (le ferite che si era provocato erano fatte apposta). Il federale gli dice che il suo nome è stato riabilitato. Emily è molto felice per il ritorno del padre e dal telegiornale scopre che suo padre è stato rilasciato e pensa che Conrad abbia davvero fatto quello che David ha detto. Così, Emily vuole andare a parlare con suo padre. In centrale, Victoria e David discutono tra di loro e quest'ultimo le dice che non vuole più essere prigioniero di nessuno, né tantomeno prigioniero di Victoria. David se ne va senza la donna. Margaux riceve la notizia del ritorno di David e lo dice subito a Daniel. David, durante la conferenza stampa, si fa vedere al mondo e risponde a tutti i giornalisti. Emily scopre che David e Victoria sono tornati insieme e il suo cuore non lo tollera. Emily ha scoperto che Victoria è arrivata a suo padre prima di lei...
- Guest star: James Tupper (David Clarke), Karine Vanasse (Margaux LeMarchal), Brian Hallisay (Ben Hunter), Elena Satine (Louise Ellis), LaMonica Garrett (Agente Stiegel), Nestor Serrano (Comandante Edward Alvarez).

## Danno
- Titolo originale: Damage
- Diretto da: John Terlesky
- Scritto da: Cristopher Fife

### Trama
Charlotte si risveglia nell'appartamento di Vince, il ragazzo con il quale era andata a letto la sera prima, ma solo dopo scopre di essere in pericolo. David e Victoria si preparano per la conferenza stampa che avranno qualche ora dopo. Dopo che Vince ha cercato di usare Charlotte come ricatto per arrivare a qualcuno, la ragazza inizia a lottare contro di lui e alla fine finisce che Vince muore colpendo la testa contro il gradino del pavimento. Emily comincia ad indagare su quel che è successo a suo padre in prigione, prima e poi e cerca di capire se ha dei problemi psichiatrici o altro. Louise ha rilasciato una dichiarazione ad una rivista su Daniel, dicendo loro che l'uomo è il suo nuovo contabile fiscale. Margaux chiama subito Daniel per portargli la notizia. Grazie a ciò, il telefono di Daniel non smette più di squillare. Victoria entra di soppiatto in camera di suo figlio, cercando Margaux, ma scopre ben presto che Daniel conosce Louise e ci è pure andato a letto. Cerca di avvisarlo, rivelandogli di essere stata ricoverata in un ospedale psichiatrico e di aver incontrato lì Louise Ellis. Charlotte cerca di chiamare i soccorsi, ma in un cassetto scopre che era David l'obbiettivo di Vince. Jack scopre da un agente che Ben aveva inizialmente dei sospetti su di lui per aver ucciso Conrad. Ben gli svela le sue intenzioni. Charlotte chiama Emily perché la aiuti. Emily le dice che Vince ha il collo spezzato, poi Charlotte le svela che l'uomo voleva usarla come esca per giungere a loro padre. Emily scopre anche che era Vince colui che voleva uccidere David con la macchina. Emily, però, vuole sbarazzarsi del corpo di Vince. Nolan riceve di nuovo la visita di David, che vuole essere accompagnato dal ragazzo nell'intervista. Louise e Victoria si incontrano in un bar. Victoria vuole sapere perché lei lavora con suo figlio con tutti gli investitori che ci sono a Manhattan. Solo dopo si capisce che Louise considera Victoria come una madre ed è forse per questo che la perseguita. Ha un'ossessione compulsiva per lei. Victoria, però, non la tratta bene. Poco dopo, Victoria incontra Margaux, che le dice che ci sarà anche Nolan. Emily organizza tutto punto per punto, così per salvare Charlotte dalla prigione. Ma le mette in chiaro una cosa: quel cadavere poteva essere il suo, e la prossima volta deve imparare a salvarsi da sola e non prendere più la brutta strada. Emily inietta a Vince della cocaina, per far passare la sua come una morte per overdose. Charlotte la accusa di aver ucciso lei Aiden, ma Emily le rivela che è stata sua madre a farlo. Daniel inizia a insospettirsi dopo che Louise si è iscritta nel club di tennis di Margaux e dopo che ha giocato una partita proprio contro quest'ultima. Daniel è arrabbiato perché Louise gli aveva nascosto di essere stata in una clinica psichiatrica. L'intervista di David è incominciata. Emily visita il rifugio di David, perché continua ad indagare su quello che è successo a suo padre. Victoria vuole fermare l'intervista, ma Margaux non ci pensa neanche. Davanti alle telecamere, però, David tende una trappola a Nolan accusandolo di aver dato ad Amanda solo $100 000 sulle centinaia di migliaia di dollari che le aveva lasciato come eredità. Nolan non risponde alle accuse e se ne va via. Louise si interessa a Margaux e la chiama per organizzare un appuntamento. Intanto, Charlotte fa le sue valigie perché ha deciso di disintossicarsi, ma senza che sua madre venga a sapere dove andrà. Charlotte vuole andarsene per allontanarsi dalle bugie e dagli inganni di Victoria e le dice addio. Prima, però, le preannuncia che resterà nei paraggi aspettando che sua madre dica a David la verità su Emily. Victoria rimane in lacrime... intanto, David va di nuovo da Nolan e gli dà un pugno. Poco dopo, Emily entra in casa e trova Nolan per terra. Nella commemorazione di Mostrowsky, Ben cerca di sapere se lui era il complice di qualcuno che poi lo uccise. Poco dopo, trova su una trave il segno dell'infinito intrecciato. Jack non può far altro che accettare il suo gioco. Charlotte va a dire anche a Daniel addio, ma non prima di rivelargli qualcosa su Emily. Poco dopo, sulla strada per l'aeroporto, Charlotte trova un biglietto di Emily nella borsetta. Intanto, Victoria è felice per il piano di David ai danni di Nolan. David chiede a Victoria di rimanere a vivere con lui. Nolan dà la colpa di tutto a Emily, perché non vuole rivelare la verità a suo padre, ma la ragazza pensa sia ancora troppo presto poiché nella casa di Vince ha trovato una foto che ritraeva David libero, per strada, 15 giorni prima del suo ritorno negli Hamptons. Emily ha capito che David ha messo in scena tutto e non ha mai vissuto in quel rifugio...
- Guest star: James Tupper (David Clarke), Karine Vanasse (Margaux LeMarchal), Brian Hallisay (Ben Hunter), Elena Satine (Louise Ellis), Lex Shontz (Vince), Alyvia Alyn Lind (Giovane Amanda), Eltony Williams (Sergente Kokame), Allison King (Denise Mostrowsky).

## Imboscata
- Titolo originale: Ambush
- Diretto da: Hanelle M. Culpepper
- Scritto da: Shannon Goss

### Trama
Victoria cade per terra senza sensi. 20 ORE PRIMA: Emily riveste la sua celeberrima tuta nera per intrufolarsi in quella che poco tempo prima era casa sua. Emily ruba un coltello che trova nel ripostiglio sotto il pavimento. Ma Victoria si sveglia e scende giù per controllare, non trovando niente. Emily, tornata a casa, chiama Nolan per chiedergli di accedere al dossier della polizia sul caso dell'omicidio di Conrad. Lei pensa che sia stato suo padre ad uccidere Conrad. Ma la ragazza ha anche trovato una chiave accanto alla presunta arma del delitto e chiede a Nolan di trovarne la serratura. Intanto, lo scontro acerbo tra Nolan e David è in prima pagina. Daniel pensa che Louise sia un po' instabile, ma Margaux lo rassicura. Jack dice a Emily che Ben è determinato a scovare l'assassino di Conrad. Poco dopo, Jack riceve la visita di David, che vuole scusarsi per quello che ha detto in diretta. Intanto, Daniel scopre che Emily Thorne è Amanda Clarke (era questa la cosa che Charlotte gli aveva detto prima di lasciare la città) e va da sua madre per rinfacciarle i suoi intrighi e tradimenti contro David. Suo figlio la avverte. Nel mentre, quando Emily apre la porta di casa, si trova davanti suo padre! Jack l'ha indirizzato da lei per sapere più cose su Amanda. Emily, però, gli rivela anche quello che Victoria fece nella festa pre-maman per Amanda, quando, dopo una colluttazione tra le due, Victoria spinse giù dalla balaustra Amanda e rischiò di uccidere il bambino che portava in grembo. Poco dopo il congedo di David, Emily cade in lacrime, soprattutto perché David non l'ha riconosciuta e le ha mentito in faccia spudoratamente, dopo tutti i sacrifici che ha fatto per vendicarlo. Nolan ha assistito a tutto tramite le sue video-camere e ha scoperto che la chiave nel nascondiglio è di una cassetta di sicurezza alla First Federal di Manhattan. Intanto, David pensa di aver fatto male ad accusare Nolan in diretta TV e rinfaccia a Victoria quello che ha fatto ad Amanda. Louise e Margaux vanno in sauna e cerca di mettere quest'ultima contro Victoria. Louise, dopo essere uscita dalla sauna, ha delle allucinazioni di sua madre che le dice che non sarà mai come Margaux ed è meglio arrendersi. Louise, ferita dalle parole dell'allucinazione di sua madre, chiude a chiave la porta della sauna e aumenta il calore. Poco dopo, Margaux si risveglia ma non riesce ad aprire la porta. Grazie al cielo, stacca la sbarra di ferro della porta e rompe il vetro, riuscendo ad uscire. Victoria incontra la persona che ha acquistato tutti i suoi beni all'asta. Poco dopo essersi liberata della presenza della donna, prende una collanina preziosa dalla scultura di cavallo che aveva, un ripostiglio segreto. Margaux si lamenta col gestore della spa, ma interviene Nolan, al riparo dalla stampa. Intanto, Emily si dirige alla banca per prendere quello che desidera dalla cassetta di sicurezza segreta. Nell'ascensore della banca, Emily e Daniel si incontrano di nuovo dopo tanto tempo. Daniel ferma l'ascensore e, prima che Emily prema il pulsante per il riavvio dell'ascensore, Daniel la minaccia di dire a tutti la sua vera identità. Daniel chiede la sua incolumità quando il segreto di Emily verrà svelato al mondo. Emily accetta la richiesta di Daniel, ma troppo tardi perché sono già le 16:30, l'orario in cui Nolan ha disattivato l'impianto elettrico del quarto piano. Ora Emily e Daniel sono intrappolati, e se Emily non riuscirà ad uscire da quell'ascensore entro 7 minuti, tutto il piano andrà all'aria. Ben e Jack entrano nella casa di Vince e trovano il suo corpo inanime, per terra in un bagno di sangue. Ben trova tutti gli articoli sul caso David Clarke e sull'omicidio di Conrad sparsi sul tavolo, ma anche il coltello che David aveva usato per uccidere Conrad. In ascensore, Daniel comincia a chiedersi come mai Emily abbia scelto proprio lui come espediente per far parte della famiglia Grayson, tirando tutte le bugie sul suo nome, sulla falsa gravidanza, ecc, ecc... mentre Emily è intenta a trovare una via d'uscita. La ragazza riesce a scappare, lasciando Daniel in ascensore. Poco dopo lo chiama Margaux, che ha scoperto quel che Louise ha fatto. David si reca da una spogliarellista, ex collega di Amanda per ottenere più informazioni sul passato della sua falsa figlia. La spogliarellista, di nome Crystal, dice che Amanda scivolò e cadde dalla balconata, durante la festa pre-maman, aggiungendo che Victoria si prendeva sempre cura di lei. Ma in realtà, Crystal è stata pagata da Victoria perché modificasse la verità a suo piacere, ed è per questo che si prese la collanina preziosa dalla scultura del cavallo. Emily riesce ad accedere al caveau del quarto piano e ad aprire la cassetta di sicurezza. Dentro alla cassetta, trova dei soldi, una pistola e una chiavetta USB. La corrente elettrica torna poco dopo che lei ha lasciato il caveau. Daniel chiama Louise per chiederle se è stata lei a tentare di uccidere Margaux. Poco dopo, Louise incontra Nolan. Nel mentre, Ben propone a Jack di andare a bere qualcosa per la vittoria sul caso Vince, ma prima di raggiungerlo, Jack cerca di chiamare Emily e le lascia un messaggio in segreteria. Emily non risponde poiché ha scoperto che il contenuto della chiavetta USB è una serie di foto di Amanda durante la gravidanza: pertanto ha capito che suo padre era libero ancora prima della morte di Conrad. Nolan vuole acquistare il club dove Margaux stava per morire, poiché in quel club ha trovato la pace che stava cercando da tempo. David torna a casa e crede ancora alle menzogne di Victoria. Intanto Daniel vuole ancora tenersi Louise come cliente, mentre Margaux pensa che la ragazza lo stia ricattando e gli getta il cocktail in faccia pensando che sia andato a letto con lei. Emily irrompe in casa di David e gli mostra le foto di Amanda che lui teneva. Emily inizia a piangere e David scopre sul polso il tatuaggio dell'infinito intrecciato, scoprendo che è lei Amanda Clarke, sua figlia. Ma la loro riconciliazione viene interrotta da Victoria che, cercando di aprire la portiera della macchina, viene fulminata da una scossa elettrica e cade per terra senza sensi...
- Guest star: James Tupper (David Clarke), Karine Vanasse (Margaux LeMarchal), Brian Hallisay (Ben Hunter), Elena Satine (Louise Ellis), Lex Shontz (Vince), Carolyn Hennesy (Penelope Ellis), Hannah Leder (Crystal), Charles Shaughnessy (Charles Dawson), Rebecca Tilney (Buffy Van Pelt).

## Infinite volte l'infinito
- Titolo originale: Contact
- Diretto da: Paul Holahan
- Scritto da: Joe Fazzio

### Trama
David soccorre Victoria e ordina ad Emily di chiamare il 911, ma la ragazza si rifiuta di farlo. Intanto, Margaux rompe con Daniel, dopo aver scoperto la sua relazione clandestina con Louise. Invece Jack sospetta che sia stata Emily ad uccidere Vince, ma Nolan gli rivela che è stata Charlotte a farlo. Emily e David si sono ricongiunti, ma David lascia sua figlia per andare in ospedale con Victoria dopo che Emily gli ha chiesto perché è rimasto nascosto per così tanto tempo e non è venuto allo scoperto. Victoria è ancora viva. Louise si reca in ospedale e lascia all'agente di sicurezza un bouquet di fiori per Victoria. Louise è perseguitata dalle apparizioni di sua madre, che le consiglia di ottenere un figlio da Daniel per far breccia nel cuore di Victoria. Ben e Jack iniziano a lavorare con un agente dell'FBI, Kate Taylor, per far luce sul caso dell'omicidio di Conrad. Daniel, tornato dalla sua corsa mattutina, riceve un biglietto da parte di Margaux che gli chiede di incontrarsi sotto la doccia. Daniel sale su in camera ed entra nella doccia, ma a fargli compagnia c'è Louise. Daniel esce dalla doccia e dà a Louise della pazzoide, poi la caccia via. Nolan perde clienti nel suo club, mentre Margaux pensa di voler scrivere quello che le è successo nella sauna sui suoi tabloid, ma chiede a Nolan di aiutarla per svelare i segreti che la psicopatica violenta Louise tiene nascosti. Nolan, però, non accetta. L'agente Taylor e Jack, che lavorano insieme, scoprono che Vince ha cercato anche di far fuori David. Quest'ultimo ed Emily si confrontano in ospedale, mentre Victoria si risveglia e, dopo aver visto David ed Emily parlare, il suo battito cardiaco si arresta. Ma è stata proprio Victoria a togliere il filo, per far credere che il suo battito cardiaco si sia arrestato e interrompere la conversazione tra padre e figlia. Kate va a parlare con David in ospedale e vuole sapere che cosa sia successo a Vince e Conrad. Kate vuole proteggerlo da future aggressioni, ma David non accetta. Jack scopre che Emily ha parlato con suo padre. Poco dopo, Kate scopre che il coltello trovato sul tavolo era di Vince, e pertanto è stato lui ad uccidere Conrad. Louise e Nolan si parlano di nuovo, mentre Emily riprende la conversazione con suo padre interrotta poco prima da Victoria e gli chiede chi aveva scattato le foto di Amanda. Emily se ne va sconcertata poco dopo che David le dice di non aver mai chiesto il suo aiuto. La sera stessa, Daniel va di nuovo a parlare con Emily. In ospedale, dopo il risveglio di Victoria, David le chiede se sapeva che Emily Thorne è Amanda Clarke e gli racconta la verità. In un bel appuntamento tra Nolan e Louise, il primo trova delle foto nel tablet di Louise, fotografie fotoshoppate con la faccia di Victoria e scopre l'ossessione della ragazza. Di sera, dei falsi dottori cercano di sequestrare David, che si ribella prontamente. Uno dei due minaccia David di uccidere Victoria, ma sotto al letto c'è Emily che mette KO i due criminali. David fa scattare l'allarme e i due malfattori scappano dalla finestra. Prima dell'arrivo dei poliziotti, Emily se ne va e chiede a suo padre di non dire alla sicurezza che lei era lì. David rincontra sua figlia per strada e la ringrazia per il suo gesto. Emily vuole delle spiegazioni: David le rivela che è vero che la pugnalata di Gordon Murphy era un escamotage per evadere di prigione, ma non era da parte di Conrad; era da parte di un uomo peggiore di lui, un nemico di Conrad, che gli chiese di fare cose orribili. Quando David si rifiutò, egli gli mostrò le foto di Amanda, minacciando di ucciderla se non collaborava. David ringrazia sua figlia per averlo scagionato, ma rivela di non poterle fare da padre perché pensa sia troppo pericoloso. Dopo averle detto che le vuole bene infinite volte l'infinito, la stessa cosa che le diceva quando era piccola, se ne va. Daniel fa visita a sua madre, solo per darle la colpa di tutto quello che è successo a David. Victoria gli rivela che è stata lei ad incastrare David, dovendo scegliere tra il suo amante e suo figlio. Daniel non crede alle sue parole e pensa che sua madre abbia solo paura di rimanere sola. Margaux si mette alla ricerca delle origini di Louise, cominciando da suo fratello che si trova in politica, mentre Nolan ha riconsiderato la sua offerta. Nolan accetta di procurare a Margaux i precedenti penali di Louise, ma vuole qualcosa in cambio: ristabilire il suo nome dopo le accuse di David. Jack e Kate vanno a bere insieme in un bar, e Kate cerca di avvicinarsi all'uomo. Vengono interrotti da un Ben ubriaco. Intanto, Emily vuole riallacciare i rapporti con suo padre, accettando le sue condizioni di non intromettersi, ma pensando comunque a qualche piano per sbriciolare l'influenza che ha Victoria su David. Dopo la partenza di Nolan, Emily va in un ripostiglio con un ferro ardente e ordina ad uno degli aggressori di David, che lei ha sequestrato e imbavagliato, di cominciare a parlare...
- Guest star: James Tupper (David Clarke), Karine Vanasse (Margaux LeMarchal), Brian Hallisay (Ben Hunter), Elena Satine (Louise Ellis), Courtney Ford (Agente Kate Taylor), Carolyn Hennesy (Penelope Ellis), Nestor Serrano (Comandante Edward Alvarez).

## Informazioni
- Titolo originale: Intel
- Diretto da: Wendey Stanzler
- Scritto da: Karin Gist

### Trama
Emily, per arrivare alla persona che ha commissionato l'aggressione di suo padre, continua a pestare e straziare uno dei due aggressori fintisi dottori all'ospedale, che si chiama Yang. Il suo pestaggio, però, viene interrotto dal suono del campanello di casa. Ben è arrivato per vederla e le chiede di uscire con lui. Emily non accetta l'invito a uscire e lo saluta. Intanto, Jack e Kate stanno per scambiarsi un bacio, ma vengono interrotti dallo squillo del telefono di Kate. Qualcuno la informa che David è stato aggredito, e i due si apprestano ad andare al distretto. Il comandante Alvarez riporta a casa Victoria e David dall'ospedale, ma Edward è stupito che David abbia messo KO ben due aggressori. Emily ritorna al suo lavoro e ferisce l'aggressore al collo con un coltello. Ostinandosi a rifiutare di collaborare, la ragazza prende una catena e strangola Yang. Alla fine, quest'ultimo cede e fa ricadere le colpe al suo socio, un certo Pete Dawn. Questo certo Pete è già in centrale di polizia, ma quando Kate entra nella stanza degli interrogatori, trova Pete a piedi all'aria con una fune intorno al collo. Si è impiccato! Louise racconta un po' a Nolan della sua vita, di come sua madre Penelope preferisse suo fratello a lei e di come la insultasse ogni giorno dandole della psicopatica sgualdrina, finché non la rinchiuse in manicomio. Invece suo padre morì per abuso di alcol, ma c'è qualcos'altro dietro alla sua morte e Nolan si interessa alla storia. Nolan chiama subito dopo Margaux per spifferare tutto. Jack racconta ad Emily del suicidio del loro detenuto, ma la ragazza pensa che dietro al presunto suicidio, ci sia qualcuno di potente. Quindi Jack scopre che lei era là quella notte in ospedale. Margaux, dopo la chiamata con Nolan, trova Daniel in ufficio e vuole scusarsi. Ma la ragazza non vuole affatto perdonarlo. David torna da Nolan per scusarsi anche lui, dopo che ha scoperto che la vera Amanda non è morta. L'uomo chiede a Nolan di continuare a proteggere Emily. Victoria si confida con Daniel, vuole rinunciare alla guerra contro Emily, desidera pace e serenità per costruire una nuova famiglia con David e perciò ha bisogno dell'appoggio di Daniel. Emily, appena tornata a casa, scopre che l'aggressore segregato è scappato. Ma poi va da Nolan perché l'aggressore non è scappato, è stato liberato dallo stesso Nolan. Emily è infuriata e sospetta del comandante Alvarez, ma Nolan vuole proteggerla come promesso e pensa che la ragazza si sia spinta troppo oltre, ormai. Intanto, Kate cerca di sapere come mai le telecamere erano disattivate e come fece Pete Dawn ad impiccarsi. Jack pensa di chiedere aiuto a Ben. Intanto, Emily richiama Ben per accettare il suo invito. Ben indice una sfida a freccette e chi vince, avrà diritto ad una domanda diretta all'altro. Emily vince la sfida. Victoria si confida con Edward per sapere più cose sugli aggressori e Alvarez le consiglia di allontanarsi un po' da David. Victoria, interessata al caso della morte di Vince, chiama un investigatore perché vuole sapere per chi lavorava Vince. Intanto, Louise si è insospettita dopo che la LeMarchal Media ha chiesto informazioni a suo fratello su loro padre e chiede a Nolan il perché. Louise ha scoperto che Nolan lavora per Margaux e Nolan si giustifica dicendo che Margaux lo ha aiutato per ristabilire la sua reputazione. A Louise non pare essere una buona giustificazione e se ne va. Victoria, tornata a casa, chiede a David se è stato lui a mettere a casa di Vince l'arma che ha ucciso Conrad. Inizia una disputa tra i due riguardo alle menzogne che si fanno a vicenda. Victoria, per farsi perdonare, rammenta il primo settembre del '93, la data in cui avevano deciso di fuggire e costruirsi una nuova vita altrove assieme ad Amanda e Daniel, lo stesso giorno in cui David fu arrestato. La donna propone a David di fuggire un'altra volta, ma quest'ultimo non vuole andarsene senza Emily. Ben si innamora sempre più di Emily, che scopre che Ben si era già sposato. Sua moglie lo usava solo per dimenticare un'altra storia, e una mattina non c'era più. Per superare il dolore, si rifugiò nel lavoro e fu aiutato da Alvarez, in New Jersey. Alvarez era ancora un poliziotto di quartiere e mise alcuni sotto la sua ala. Ben si offende dopo che, cercando di accarezzarla, Emily gli trattiene il polso. Intanto, Jack e Kate continuano ad indagare sul suicidio di Pete Dawn e Jack ha scoperto che Pete aveva sul collo dei graffi, ancora prima di essersi impiccato. In una buia caverna, David inizia a rimuovere delle pietre, che nascondono una cassaforte segreta. La suddetta cassaforte contiene $ 5 000 000, che sarebbero dovuti servire per la fuga di Victoria e David, prelevati dal conto corrente di Conrad di nascosto da Victoria, prima dell'arresto di David. Victoria si tenne la combinazione, mentre David avrebbe dovuto tenersi la cassaforte. Nel presente, David indovina la combinazione, 1º settembre 1993, e, invece che prendere tutti i bene amati contanti, nasconde una chiavetta USB. Poco dopo, fa visita a casa di Nolan per annunciargli che fra poco partirà. Gli consegna una lettera con la combinazione e l'ubicazione della cassaforte e gli chiede di fare in modo che il contenuto arrivi a tutte le testate giornalistiche d'America. David, esortato da Nolan a dirgli la verità, gli rivela che il perseguitore si chiama Malcolm Black, gestisce un traffico illegale di armi, con base in Canada, dove è stato lì David per tutti quegli anni, dopo che lo pugnalarono. David riciclava il suo denaro sporco, costretto dalle minacce di uccidere Amanda. Quando David scappò, aveva raccolto delle prove per proteggersi; ora vuole trovare Malcolm e farglielo sapere. Nolan gli dice quello che ha fatto Emily a uno dei due aggressori. Per localizzarlo, Nolan ha sviluppato un localizzatore quasi invisibile che ha messo nel bicchiere d'acqua che diede a Yang. Grazie al nano GPS, Nolan scopre che Yang si trova al momento a New York. Nolan permette a David di prendere il suo jet privato per raggiungerlo. David lo ringrazia e si congeda. Nel mentre, Emily e Daniel si incontrano di nuovo per la terza volta in un bar. L'aggressore si reca in aeroporto, ma viene sorpreso da David, che vuole che Yang riferisca un messaggio a Malcolm Black: gli dà un giornale. Nel mentre, Victoria ha richiamato Kurt Renner, il suo detective fidato, che le dà informazioni preziose: Vince Walsh lavorava per Malcolm Black e perseguitava David per un debito che non saldò quando lavorava per Malcolm, un paio di anni prima. Victoria scopre tutto e, per proteggere, a detta sua, David, consegna a Kurt una foto di Emily, sulla quale ha scritto che la risposta ai suoi problemi è proprio Emily Thorne. La donna esige che Kurt porti la foto a chi di dovere. Nolan, triste e in colpa per aver ferito Louise, non vuole più collaborare con Margaux e decide di rifiutare di darle i file sui precedenti penali di Louise. Nolan ha capito che i veri amici sono più importanti della sua reputazione. Margaux, infuriata, decide di mandare in stampa la storia sugli Ellis e, in caso di ripercussioni, potrà sempre smentire. Poco dopo, riceve di nuovo la visita di Daniel, disposto più che mai a farsi perdonare. Daniel si è reso conto di aver sbagliato, ma Margaux si ostina a respingerlo perché... aspetta un bambino. David torna a casa e parla con Victoria, rivelandole dove fosse stato in quei 10 anni. Emily torna da Ben, solamente per avere informazioni su Alvarez, ma si apre a Ben. Emily vuole farsi perdonare e rivela a Ben i suoi sospetti riguardo all'omicidio di Pete Dawn e, soprattutto, riguardo ad Alvarez. Ma Ben le dà un'informazione importante: nessuno poteva entrare in sala interrogatori a parte il comandante Alvarez e i federali. Kate, uscita dalla doccia, riceve una busta contenente la foto di Emily, quella che Victoria commissionò a Kurt. Subito dopo, Jack bussa alla sua porta e si baciano; è proprio Kate Taylor dietro a tutto questo...
- Guest star: James Tupper (David Clarke), Karine Vanasse (Margaux LeMarchal), Brian Hallisay (Ben Hunter), Elena Satine (Louise Ellis), Courtney Ford (Agente Kate Taylor), Nestor Serrano (Comandante Edward Alvarez), Chase Kim (Yang), Linc Hand (Kurt Renner).

## Sacrificio
- Titolo originale: Atonement
- Diretto da: John Terlesky
- Scritto da: Ted Sullivan

### Trama
Victoria è terrorizzata per l'ombra di Malcolm Black che si avvicina piano piano agli Hamptons e propone a David di andare da Emily a chiederle aiuto. David non vuole arrendersi e soprattutto non vuole chiedere aiuto a sua figlia e neanche che Victoria interferisca. Daniel ha preso appuntamento con una ginecologa per Margaux, ma la donna non vuole fidarsi di Daniel, cosciente del fatto che sicuramente scapperà sentendo l'avvento delle responsabilità. Nolan ha hackerato tutti i file dell'FBI su Kate Taylor, dato che Emily sospetta che lei sia corrotta, ma non c'è alcuna traccia di faccende illegali, è estremamente pulita. Allora, per trovare Malcolm Black, Emily si intrufola nella suite di Kate e le confisca il telefono, prende le sue impronte digitali e infine piazza dappertutto le innovative nano-telecamere trasparenti di Nolan a forma di adesivo. Appena uscita dalla camera, incontra Ben, che le racconta di Jack e Kate. A proposito di Kate, le rimangono pochi giorni nel distretto perché torni a Washington, ma ha ancora dei giorni di ferie arretrati. Jack la invita all'inaugurazione del nuovo club di Nolan, e Kate vuole sapere se ci sarà anche Emily Thorne! Nolan va a scusarsi con Louise, intenta ad organizzare i preparativi per la sua partenza. Ma Nolan la convince a restare proponendole un'alleanza per l'inaugurazione del club e per la festa d'inizio estate. Emily va da Jack per chiedergli se è vero che lui e Kate si frequentano, mostrandogli tutti i sospetti che ha sul coinvolgimento di Kate: la ragazza potrebbe essere un agente di Black. Intanto, David fa visita a un suo vecchio compagno di cella, Kern, che gli ha preparato una polvere non rintracciabile nel sangue, che fa passare come ictus le morti improvvise. Kate va da Victoria perché vuole farle altre domande sull'aggressione di David in ospedale, dopo aver trovato sulla scrivania la stessa foto di Emily che Victoria voleva mandare agli uomini di Black (pertanto, forse Kate non è davvero un agente di Malcolm). Victoria rinnega tutto e, dopo aver astutamente minacciato Kate, chiede che lei e David vivano liberamente e felicemente come mai prima d'ora, ma coinvolge anche Emily dicendo che farebbe di tutto per proteggere David. Così, Kate inizia ad indagare su Emily. Nel mentre, Nolan, tramite i filmati della camera di Kate, ha scoperto che la ragazza usa un altro telefono per mandare messaggi non autorizzato, siccome tutti gli agenti federali devono registrare telefoni primari e d'altro tipo all'FBI, ma la Taylor non l'ha fatto. Emily vuole prendersi il telefono secondario di Kate per sapere se messaggia con Black e localizzarlo. Margaux si interessa all'infanzia di Conrad e del perché sia diventato subdolo e crudele. Victoria capisce che vuole arrivare a Daniel, e Margaux le rivela di aspettare un bambino. Le due donne si confidano e Victora le chiede di fidarsi di Daniel, perché lui non è come Conrad, suo padre. La festa d'inaugurazione ha inizio, anche David è presente ma si nasconde e parla dietro ad una parete con Emily, che cerca di non far notare alla gente che parla con suo padre. David le preannuncia che capiterà qualcosa, ma prima che Emily gli dica di aver intenzione di aiutarlo per la caccia di Malcolm Black, David si dissolve. Emily e Kate si presentano, e Nolan fa cadere di proposito un drink sul vestito di Kate, così che vada alla toilette. Emily interagisce con Kate, mentre ruba il secondo telefono di Kate. Louise dice a Nolan che salperà comunque per l'oceano, dato che suo fratello vuole seppellire per forza i segreti della loro famiglia. La sua è una fuga dal fratello, ma Nolan ha un altro modo perché la ragazza si liberi di quest'angoscia. Daniel e la madre si incontrano in un bar per parlare di Margaux. Daniel ha dei rimorsi per aver abbandonato Sarah, essersi schierato con il padre dopo che Victoria gli mostrò le prove su David, aver sparato alla sua ex-moglie. Daniel pensa che siano tutti dei vigliacchi nella famiglia, è stanco di scappare e nascondersi. Mentre Nolan cerca di intercettare la posizione di Malcolm, Emily chiede a Jack di distrarre Kate quando lei vorrà rimettere a posto il telefono. Ma Kate ha già scoperto tutto, e sa già che Emily è in realtà Amanda e che è stata lei ad incastrare Conrad. Ma non vuole litigare, vuole solo che Emily la aiuti ad incastrare Malcolm, dato che la obbliga a lavorare per lui, come ha fatto con David e anche con sua madre. Kate parla piano perché la sorvegliano, allora Emily le propone di andare a parlare a casa sua, nonostante non si fidi ciecamente. Intanto, David è tornato a casa e propone un brindisi a Victoria, ma ha in realtà messo il veleno nel bicchiere della donna. Daniel è afflitto dai rimorsi di non essere stato onesto quando l'avrebbe potuto fare, ricordando il giorno in cui suo padre gli chiese di non inimicarsi i potenti e di diventare anche lui disonesto e sleale. Continua a rimuginare sugli errori del passato e si pente per aver fatto tutto quello che ha fatto, ma si promette anche di diventare un buon padre. Subito dopo, riceve la chiamata di Margaux, che ammette di non voler essere come suo padre Pascal e gli chiede di tornare da loro, lei e suo figlio. A casa Clarke, Victoria sta quasi per bere la bevanda avvelenata ma cede e dice la verità a David: 20 anni fa, rubò il suo computer e lo diede a Conrad in modo che lo potesse incastrare, lo ha tradito. Kate ed Emily si incontrano, ma prima di accoglierla, Emily la mette contro il muro e prende la pistola acquistata al mercato nero che Kate aveva nei pantaloni. Kate non vuole fare niente, desidera solo che lei ed Emily si alleino per liberare i propri genitori dalle grinfie di questa nuova minaccia, Malcolm Black. Victoria confessa che fece incastrare David perché aveva paura di lui, dal momento in cui scoprì che Kara, la prima moglie di David e madre di Emily, non era davvero morta. Victoria aspettò che David le dicesse la verità, ma non lo fece mai e quindi iniziò a dubitare di lui e perdere fiducia, perfino ad odiarlo. Poi c'è stato l'attentato, Conrad la ricattò e per salvare lei stessa e Daniel, usò David e lo incastrò. Ora, la donna rimpiange la sua decisione e chiede il perdono. Nel mentre, Kate sa come far uscire Malcolm allo scoperto, usando un'esca: il denaro, il denaro che David rubò a Malcolm. E questo Emily non lo sa; prima di fuggire, David prosciugò tutti i conti di Malcolm e diede il denaro a vari enti di beneficenza sparsi nel globo, così da fare ammenda a quel che aveva commesso, ma Malcolm ancora crede che David non abbia davvero ceduto i suoi soldi, e perciò ha mandato Kate per scoprire dove si trovi il suo patrimonio. Dopo tutto ciò, Emily capisce che è un buon piano ma chiede a Kate una cosa: quando ha intenzione di farla fuori? Kate risponde dicendo che il sequestro di sua madre è in parte vero, ma solo perché Malcolm... è suo padre. Ma dopo la confessione, Emily le rivela che ha messo videocamere dappertutto, perciò la sua copertura è saltata. Kate punta la pistola contro Emily, ma la furba ragazza si è presa la ricarica. Inizia una colluttazione tra le due, mentre Jack corre di corsa a Grayson Manor dopo aver visto le impronte di Kate nel PC di Nolan. Kate ed Emily continuano a lottare e quest'ultima mette KO la prima, almeno crede di averlo fatto, perché è proprio lei a venire quasi sconfitta. Le battagliere continuano la colluttazione al piano di sopra, finché non cadono entrambe dalla balconata. Emily ha la peggio, poiché sbatte la testa sul tavolo, cadendo da sopra, e Kate si appresta zoppicante a prendere pistola e caricatore. Arriva Daniel, che era lì nei pressi e incuriosito dalle urla, e cerca di aiutare Emily, ignaro della minaccia a pochi passi da loro due. Kate va in salotto e spara due colpi al petto di Daniel. Sta quasi per uccidere anche Emily, quando irrompe Jack e la uccide sparandole. I rumori dei colpi vengono sentiti pure da David e Victoria, che vanno a vedere da dove vengano. E mentre Margaux aspetta il suo amato ed Emily confessa a Daniel che il suo amore nei suoi confronti era vero, Daniel muore tra le sue braccia...
- Guest star: James Tupper (David Clarke), Karine Vanasse (Margaux LeMarchal), Brian Hallisay (Ben Hunter), Elena Satine (Louise Ellis), Courtney Ford (Agente Kate Taylor), Henry Czerny (Conrad Grayson), John Cothran Jr. (Kern).

## Epitaffio
- Titolo originale: Epitaph
- Diretto da: Bobby Roth
- Scritto da: Alex Taub

### Trama
David chiama subito la polizia e poi si appresta assieme a Victoria ad andare a Grayson Manor. Appena vede il corpo di Daniel steso per terra, Victoria accorre subito in lacrime e incolpa ovviamente Emily. La ragazza rivela a David chi era davvero Kate, ovvero la figlia di Malcolm Black, mandata negli Hamptons per recuperare i soldi rubati di suo padre e uccidere David. Mentre parlano, il telefono di Kate inizia a squillare: è Malcolm. David è estremamente preoccupato, perché Malcolm sta quasi per arrivare. Allora Jack decide di impedire che Malcolm scopra quello che è successo a sua figlia. Anche Margaux riceve la brutta notizia, e i poliziotti arrivano a Grayson Manor. Emily dà una falsa dichiarazione, e l'ha aiutata Jack. Intanto, il comandante Alvarez vuole parlare con Victoria, ma David lo convince a non farlo. Victoria è profondamente in lutto e inizia ad odiare David per le spregevoli bugie. Invece, Ben pensa che Emily non sia davvero sincera! Il giorno dopo, anche Nolan partecipa alla farsa di Emily e Jack, localizzando Malcolm, forse diretto a Miami. Poco dopo, viene da lui Louise in lacrime che chiede di rimanere a casa sua. David mente anche a Charlotte e Victoria vuole andarsene. Allora la porta nel posto più inimmaginabile possibile: dalla sua odiata e inconfutabile arcinemica Emily! Nonostante i dibattiti delle due donne, David pone fine al loro divario e poi le lascia per andare a liberarsi del cadavere di Kate. Nolan e Jack si ritrovano nell'hotel dove aveva pernottato Kate, perché si liberino degli affari personali della ragazza. Jack entra nella camera di Kate, ma non può fare a meno di ricordarla. Poi, lui e Nolan si liberano di tutta la roba. Margaux è andata da Victoria ma ancora non crede che Emily abbia sparato a Daniel per legittima difesa, pensa anzi che Emily abbia semplicemente ucciso Daniel per sua pura volontà. Victoria nega tutto, a malincuore. Margaux decide di andare dalla polizia senza di lei. David, in viaggio per Miami, viene fermato dal comandante Alvarez. Emily si reca al distretto di polizia per terminare la dichiarazione, sebbene Jack glielo impedisca. Alvarez ha fermato David perché ha ancora la patente provvisoria e un fanale rotto, così lo invita a scendere e vedere con i suoi occhi. Edward gli chiede di aprire il bagagliaio e mostra i suoi veri rancori nei suoi confronti: David sta tra lui e la donna che ama, Victoria. Aperto il bagagliaio, non ci trova niente e lo lascia andare. Louise porta una crostata di consolazione a Victoria, seguite dalle sue più sentite condoglianze. Victoria le chiede di rimanere ancora un po' con lei. Mentre Nolan dice a David dove sia diretto Malcolm, Louise, tornata a casa, prende una lettera trovata nella cartella di Nolan, che a sua volta l'ha presa dalla suite di Kate. Nell'interrogatorio tra Emily e Ben, quest'ultimo le porta le analisi del sangue di Daniel, dalle quali risulta che l'uomo non era ubriaco, come aveva rilasciato Emily. Dalle parole di Ben, che ha parlato anche con Margaux, scopre che Daniel stava per diventare padre. Ma Ben ha in serbo un'altra scoperta per lei: Daniel non aveva ematomi o ferite sul corpo. Emily riesce a tirarsene fuori con una bugia, che dopotutto non è una vera bugia. Intanto, Nolan scopre che Malcolm non si dirige verso di loro, ma verso Miami. David è sicuro che ci rimarrà, avendo una serie infinita di nemici. Ma gli attende un'altra furia: Margaux LeMarchal. Margaux vuole dire solo ad Emily che sa benissimo che lei ha ucciso Daniel di sua pura e spontanea volontà. Ora, anche lei vuole avere la sua vendetta, partendo dal fatto che le sarà impedito l'accesso ai funerali. E sarà Victoria a farlo. Victoria ringrazia Emily per l'ospitalità e lascia la casa. Però, anche Emily è profondamente ferita. Il giorno dei funerali, Emily scopre che il piano di David la sera dell'inaugurazione del club di Nolan era di uccidere Victoria. Nel mentre, Ben sta quasi per coronare il suo sogno di essere promosso al grado di detective, ma Alvarez rimanda al domani dato che rimarrà incollato al suo ufficio compilando scartoffie a causa della richiesta di Jack di prendersi dei giorni di riposo personali. Ben va subito a parlare con Jack perché non gli ha detto niente, ma inizia anche a chiedersi dove sia finita Kate. I funerali hanno inizio e sono tutti tristi, attorno alla salma di Daniel. C'è anche Emily, nascosta dietro agli alberi, che continua a ricordare i bei momenti con Daniel: il loro primo incontro, il giorno in cui la chiese in matrimonio, la loro prima notte insieme. Daniel Grayson è andato... Louise sta per dare la busta trovata nella cartella di Nolan a Victoria, ma non vuole, anzi vuole che la distrugga, prima che ci siano altri funerali. Nolan viene in ritardo ma dice a David una cosa importante: un trafficante d'armi, forse Malcolm Black, è stato trovato morto e a pezzi a Miami. Intanto, Alvarez riceve la visita di Ted Powell, dell'FBI, che ha intenzione di rintracciare Kate Taylor. Dice che non è mai tornata, quindi Edward lo indirizza da Jack. Edward, però, nota che il furgone di quest'uomo non ha la targa governativa. Allora, dopo che il comandante Alvarez gli richiede il suo nome, l'individuo prende un coltello, lo pugnala al ventre e risponde alla sua domanda: si chiama Malcolm Black...
- Guest star: James Tupper (David Clarke), Karine Vanasse (Margaux LeMarchal), Brian Hallisay (Ben Hunter), Elena Satine (Louise Ellis), Joshua Bowman (Daniel Grayson), Nestor Serrano (Comandante Edward Alvarez), Tommy Flanagan (attore) (Ted Powell / Malcolm Black), Courtney Ford (Agente Kate Taylor).

## Follia
- Titolo originale: Madness
- Diretto da: Matt Shakman
- Scritto da: Sallie Patrick

### Trama
In un flashback del 2003, durante una rissa scatenata da alcuni galeotti, David viene pugnalato 2 volte da Gordon Murphy. Venne poi soccorso da un agente di Malcolm Black. Nel presente, David pensa ancora che Malcolm sia effettivamente morto e ringrazia Victoria per il suo sacrificio. Lyman Ellis, il fratello di Louise, si presenta da Nolan, dato che vuole riportare sua sorella nel loro paese natio, ma Nolan lo invita a cena. David va da Emily e le dice che lui e Victoria si incontreranno nel loro faro preferito, lì avverrà l'omicidio di Victoria, che farà passare come suicidio. Emily lo sprona a non farlo e gli propone di fuggire insieme. David accetta e lascia ad Emily un po' di tempo per sistemare alcune cose. Appena uscito di casa per andare a lavorare, Jack riceve la visita di Malcolm, che si fa passare per Douglas Taylor, il padre di Kate. Jack si preoccupa molto e allarma subito David! Nolan e Louise organizzano il piano perché Lyman non rinchiuda di nuovo sua sorella in manicomio, mentre Emily dice a Nolan che fra poco lei e suo padre lasceranno gli Hamptons una volta per tutte, ma l'uomo la invita a cena per supporto morale, dato che pensa che Lyman faccia uno strano effetto su Louise. Victoria rispolvera i vecchi ricordi di Daniel, mentre David la chiama per cancellare il rendez-vous al faro, diretto da Jack perché ha scoperto che Malcolm ha inscenato la propria morte. David gli dice cosa deve e non deve fare e soprattutto non deve parlare con Emily. A proposito di Emily, fa una passeggiata in spiaggia con Ben per dirgli che fra poco andrà fuori città, allora Ben dice che il loro appuntamento sarà fissato quando tornerà. Emily, diretta al club, sente una conversazione tra Lyman e Louise dalla quale saltano fuori un paio di rivelazioni: Lyman chiede a Louise perché non prende più le sue pillole, senza di quelle può diventare pericolosa e anche che stava per andare in galera. Lyman le ordina di dire ai suoi amici che andrà via, altrimenti lo farà lui. Margaux continua a rivangare la morte di Daniel, mentre Victoria cerca di farle dimenticare l'accaduto, mostrandole le foto d'infanzia di Daniel. Emily va subito da Nolan, ma sa già quello che Lyman le ha detto. Nolan le rivela del tentato omicidio di Margaux, e la ragazza capisce tutto, anche che Nolan ha tutti i precedenti penali di Louise sul computer, su commissione della stessa Margaux. Emily, che vuole proteggere il suo migliore amico, legge tutto quello che ha fatto, a partire dal fatto che fece entrare in coma la sua vecchia coinquilina. Nolan le chiede di chiudere un occhio. In centrale, la polizia inizia a ricercare il comandante Alvarez. David chiama Malcolm e gli dice che se vuole ritrovare sua figlia, dovrà seguire i suoi ordini: la sera stessa, gli dirà dove trovare sua figlia e in seguito dovrà lasciare il paese, altrimenti consegnerà la pen drive alla polizia. La cena di Nolan ha inizio, e Emily non sa che tipo sia davvero Lyman. Louise le rivela che a volte si stanca di stare all'ombra di suo fratello, che ha preso il fascino dal padre, ma è comunque il suo fratellone. Emily ha preso di nascosto una delle pillole di Louise per esaminarla. David e Jack si incontrano e il primo rivela all'ultimo che lui e Malcolm si incontreranno e in quel momento si sbarazzerà di Black. In caso qualcosa andasse storto, Nolan andrà dalla polizia a consegnare la pen drive con tutte le prove incriminanti di Malcolm. Ben si ritrova in centrale Margaux, che ha scoperto la sua relazione con Emily. Margaux fa una scenata al distretto e lo minaccia di andare a spifferare tutto sulla loro relazione ai superiori, ma poi perde i sensi e sviene. A cena, Nolan dà un contributo a Lyman, che continua a far uscire fuori il passato di Louise, la quale vede lo spirito di sua madre. A causa delle allucinazioni di sua madre e il contributo poco utile di suo fratello, Louise perde le staffe e dà uno schiaffo diretto a sua madre a Nolan. Solo dopo si rende conto della sua azione. Lyman la porta via, ma Emily ha già scoperto quello che il fratello ha in mente. Margaux si trova in ospedale e ringrazia Ben per l'aiuto. La dottoressa le consiglia di restare accanto a un parente, e viene in suo soccorso Victoria, nonostante Margaux non la voglia al suo fianco. La donna ha intenzione di raccontarle tutta la verità, a patto che Margaux non dica niente. Ma Victoria inizia il racconto dal principio, da Amanda Clarke, che lei conosce come Emily Thorne; intanto Ben origlia alla porta. Louise prepara i suoi bagagli, mentre Emily e Nolan le svelano la verità: le pillole che lei prende sono veramente Xanax, ma mischiate con altri farmaci che provocano allucinazioni, attacchi di panico, ansia e suscitano l'aggressività di una persona. Questo significa che la stanno drogando, vogliono farla sembrare pazza. Nolan sospetta di Lyman e quando morì loro padre, Penelope, la loro mamma, gestì tutti i soldi che il padre lasciò in eredità a Louise per finanziare la campagna elettorale di Lyman. Louise vuole proteggere suo fratello e li ringrazia, mentre Emily si appresta a far chiudere i battenti al dottore che prescriveva a Louise quei falsi medicinali. Ma prima di andarsene, trova la sua foto con la scritta "la risposta ai tuoi problemi è Emily Thorne", quella che Victoria mandò a Kate. Louise si scusa e le dice che è stata Victoria a chiederle di recuperare la lettera. Intanto, David si prepara all'incontro, ma irrompe Jack che vuole fermarlo. David gli rivela qualcosa del suo passato a lavorare per Black: un giorno scrisse una lettera per Amanda, e uno degli uomini di Black lo aiutò. Ma Malcolm lo scoprì, lo portò al cospetto di David e gli diede la possibilità di salvare sua figlia, dopo che avesse ucciso con le sue mani la guardia. Quel giorno, David cambiò totalmente e diventò l'uomo che Malcolm voleva. Conrad gli aveva distrutto la vita, ma Malcolm lo ha condannato all'inferno. Mentre i due parlano, Malcolm è già arrivato e si incammina nel luogo prestabilito. Ma Jack gli ha preparato una trappola: la pen drive è arrivata in forma anonima alla polizia, che è già giunta lì ed ha arrestato sia Malcolm che tutti i suoi uomini presenti. Jack assicura David che Malcolm passerà il resto della sua vita in prigione, ma David gli preannuncia che si è chiaramente sbagliato... In ospedale, Victoria riceve un messaggio di David che dice di aspettarla al faro. Nolan invita Lyman a casa sua per bere una camomilla, ma Nolan gli rinfaccia tutta la verità. Lyman rinnega tutto e sembra non sapere niente. Lyman sarà davvero innocente? Jack, tornato in centrale, scopre che i federali hanno rilasciato Malcolm per mancanza di prove. Intanto, Victoria raggiunge il faro e vi trova Emily ad attenderla; è stata lei ad inviarle il messaggio, e non David. Emily la incolpa della morte di Daniel, dato che è stata lei a mandare Kate dalla sua nemica. Victoria si giustifica ed Emily le consiglia di scappare da suo padre. Poco dopo, vengono entrambe narcotizzate da delle freccette, le freccette di Malcolm Black. Ormai, ha scoperto chi è la vera Amanda Clarke...
- Guest star: James Tupper (David Clarke), Karine Vanasse (Margaux LeMarchal), Brian Hallisay (Ben Hunter), Elena Satine (Louise Ellis), Tommy Flanagan (Douglas Taylor / Malcolm Black), Sebastian Pigott (Lyman Ellis), Carolyn Hennesy (Penelope Ellis), John Barbolla (Sergente Nelson).

## Rapimento
- Titolo originale: Abduction
- Diretto da: John Scott
- Scritto da: Cristopher Fife

### Trama
Victoria ed Emily sono state rapite e rinchiuse in una gabbia all'interno di un deposito rifiuti. Malcolm sopraggiunge per parlarle, ha già scoperto chi è la vera Amanda Clarke. Black vuole che lo aiutino: dovranno mandare a David un messaggio. David, ignaro del rapimento di sua figlia, prepara i bagagli, ma giunge Jack che gli rivela del rilascio di Malcolm. Jack, andato in centrale, chiede l'aiuto di Ben per trovare Malcolm Black. Ben sa già tutto su Emily e quel che ha fatto nel passato. David, arrivato a Grayson Manor, cerca Emily ma non la trova. Al contrario, riceve una videochiamata di Malcolm: rivuole sua figlia, altrimenti potrebbe rivedere per l'ultima volta le due donne della sua vita! Ben e Jack soccorrono David, il quale vuole prendersi le memo vocali di Kate per convincere Malcolm che sua figlia è ancora viva. Margaux è ancora sconvolta dalla verità su Emily e, nonostante le raccomandazioni di Victoria, vuole agire per il fatto suo. Emily cerca di collaborare con Victoria per liberarsi, ma quest'ultima non è disposta a muovere un dito. Intanto, Louise continua ad avere allucinazioni di sua madre. Ma la sua non è un'allucinazione, sua madre c'è davvero e fa la conoscenza di Nolan. Penelope Ellis finge di essere una buona madre davanti agli occhi della gente. La donna ha affittato una casa e ha intenzione di passare l'estate lì negli Hamptons. Grazie alle memo vocali di Kate, Malcolm si illude che sua figlia è ancora viva e vegeta, mentre David gli dà un ultimatum: la sera stessa si incontreranno, Malcolm porterà Emily e Victoria, David porterà Kate. Prima dell'incontro, Ben, Jack e David si mobilitano per ritrovare Emily e Victoria. Penelope continua a stuzzicare Louise. La donna è onorata perché a breve diventerà la madre di un membro del congresso e farà qualsiasi cosa in suo potere perché Louise non le rovini la sua imminente gioia. Il giudice le ha anche dato la patria potestà su Louise, ora è la sua tutrice legale. Ben e Jack ritrovano l'auto di Emily vicino al faro di Montauk e si confidano. Mentre Ben controlla le telecamere di sicurezza lì vicine, Jack accorre da David perché pensa ci sia un'altra possibilità. Nel mentre, Victoria vuole la sua libertà in cambio della posizione di Kate. La donna lo indirizza da Jack. Allora Malcolm invia uno dei suoi uomini, Ivan, che dovrà andare a chiedere informazioni e poi, comunque vada, dovrà... ucciderlo! David ha deciso di risolvere i suoi problemi da solo e chiede a Jack di restarne fuori. Emily e Victoria hanno un po' di tempo per parlare tra di loro, Emily le rivela l'omicidio che stava per compiere David. Poco dopo, sopraggiunge Malcolm che vuole portarle con sé a fare una piccola "gita". Nonostante abbia scoperto di non essere davvero pazza, Louise è ancora spaventata dalle minacce di sua madre, che ha giurato di tagliarle i viveri se svelerà quello che ha fatto. Senza quei soldi, non sa come andare avanti, anche se vorrebbe farla pagare alla madre. Nolan la sprona a non arrendersi. Jack arriva a casa sua, ma trova Ben imbavagliato, il quale lo avverte del pericolo. Tra Jack e Ivan inizia una colluttazione e Jack finisce vincente. Malcolm e David si incontrano nel luogo prestabilito, ma Black ha portato solo Victoria. David gli giura che Kate si trova nel furgone e gli mostra da lontano la figlia, in realtà un manichino con una sacca in testa. Malcolm, grazie ad un rilevatore di temperatura, scopre che non si tratta di sua figlia e punta una pistola contro David. Malcolm ha già scoperto che sua figlia è morta e spara un colpo alla gamba di David. Ma l'uomo non vuole ucciderlo subito, vuole prima farlo soffrire. Ben mette le manette ad Ivan e Jack non capisce come abbia fatto Malcolm a scoprire che lui c'entra qualcosa. Dopo aver messo Ivan in posizione supina, trova un marchio messo apposta da Emily nella maglia di Ivan. Quel marchio lo usavano da piccoli durante le loro cacce al tesoro. Il marchio servirà loro per trovare Emily. Grazie al carbone che Emily ha usato per disegnare il marchio sulla maglia di Ivan, Ben scopre che la ragazza è rinchiusa nella discarica vicino al porto. Malcolm e i suoi uomini riportano David e Victoria alla discarica, dove c'è anche Emily. Malcolm continua a ferire cruentemente la gamba di David, perché soffra. Margaux richiama un vecchio amico di Pascal, James Allen, perché si vendichi di Emily. Intanto, Malcolm apre la fornace, ferisce il braccio di Emily e sta quasi per ucciderla, quando Victoria urla che è stata lei ad uccidere Kate, salvando inaspettatamente la sua odiata nemica. Malcolm le dà un pugno nella faccia e la strangola, ma arrivano appena in tempo Ben e Jack. Inizia una lotta che vede partecipi Jack, Ben e David contro gli uomini di Black, il quale cerca di prendere il coltello. Victoria lo prende prima di lui e lo passa ad Emily. La ragazza dà un colpo con il piede alla faccia di Malcolm, facendolo cadere per terra. Grazie al coltello, si libera e inizia un corpo a corpo contro Malcolm. Mentre Emily è distratta, Black la colpisce alle spalle con una sbarra d'acciaio e la trascina verso la fornace. Sta quasi per gettarla nella fornace, quando David gli spara alla schiena. Malcolm si gira, David continua a sparargli anche al petto e alla fine, Malcolm scivola e cade nel fuoco. Grazie al cielo, il perfido Malcolm Black è morto, la polizia accorre nella discarica e si scopre che Emily e Victoria avevano collaborato insieme, la donna aveva finto di voler dire la verità a Malcolm, quando era in realtà in combutta con la persona più inaspettata. Era l'unica possibilità. Ben ha scoperto che è stato Malcolm a uccidere il comandante Alvarez, è un brutto colpo per lui. David, soccorso dall'ambulanza, ringrazia Victoria per essersi sacrificata. La donna dice addio a David e lascia finalmente del tempo a David ed Emily. Nel mentre, Louise e Nolan hanno organizzato un piano per liberarsi una volta per tutte della malvagia Penelope: infatti, nella clausola per il controllo legale, Penelope sarebbe rimasta tutrice di Louise finché non si fosse sposata. Ebbene, Nolan e Louise si sono sposati e Penelope si congratula amareggiata con i due. Ma la donna ha un altro asso nella manica: se Louise continuerà con questa farsa, Penelope dirà tutta la verità e sua figlia rimarrà senza niente e nessuno. Perché è stata proprio Louise ad uccidere suo padre. David torna a casa di Emily, assieme a Ben, che lo ha accompagnato. Rimasti da soli, Emily ringrazia Ben e gli rivela che i suoi atteggiamenti scontrosi nei suoi confronti erano semplicemente tattiche per mantenere la sua copertura. Ben la capisce e le chiede di ricominciare. Margaux e Victoria si incontrano in hotel; Margaux ha ancora intenzione di farla pagare ad Emily, piazzandola su tutti i giornali con un'inchiesta che la sbatterà in prigione per molto tempo. Victoria le dice che non ne vale la pena, ma la ragazza vuole assolutamente onorare la memoria di Daniel. Allora Victoria non può far altro che consigliarle di non esporsi troppo poiché Emily non ha lasciato traccia dei suoi crimini. Margaux sa già come fare; vuole essere lei a distruggere Emily Thorne...
- Guest star: James Tupper (David Clarke), Karine Vanasse (Margaux LeMarchal), Brian Hallisay (Ben Hunter), Elena Satine (Louise Ellis), Tommy Flanagan (Malcolm Black), Carolyn Hennesy (Penelope Ellis), Ed Quinn (James Allen).

## Cambiamenti
- Titolo originale: Kindred
- Diretto da: Colin Bucksey
- Scritto da: Nancy Kiu

### Trama
Louise e il novello sposo Nolan organizzano il matrimonio più cool della città ma tutte le testate giornalistiche sono state invitate, tra i quali anche Margaux. Jack e Ben diventano abbastanza famosi e il sergente Nelson annuncia loro che l'indomani saranno onorati dal sindaco in persona della medaglia d'onore. Ma Jack non ci sarà, mentre Nelson ordina a Ben di accertarsi che Porter sia presente. Victoria ha fondato un ente benefico in nome di Daniel, supportata da Margaux. Ma la ragazza ha ancora come obiettivo scendere in guerra contro Emily, nonostante Victoria la avverta costantemente. Lyman giura a Louise che non sapeva niente dei piani della loro madre. Ma poi le dà un verbale che incolpa Louise per l'omicidio del padre. Lyman le dice che fu Penelope a convincere il giudice Miller ad insabbiare tutto. David fa un regalo a sua figlia, riappropriarsi della sua vera identità e della sua vecchia vita felice e mentre si abbracciano, qualcuno li fotografa da lontano! Le loro foto si trovano ora dappertutto, poiché i giornali dicono che David abbia trovato una nuova fiamma. Victoria cerca di riacquistare il potere del suo nome nella società, sebbene le "amiche" diffidino da lei e dell'ente benefico "Daniel Grayson". Poco dopo, Victoria fa la conoscenza di una nuova nel clan, Natalie Waters. Mentre Ben accoglie a braccia aperte la fama e la popolarità, Jack invece cerca di evitare i riflettori. Louise annulla il ricevimento e rivela a Nolan che sua madre pensa che sia stata lei ad uccidere il padre. Louise non sa chiaramente se è stata lei o no, ma è comunque spaventata. Da quando suo padre cadde dalle scale, Louise aveva l'età di 13 anni, cominciò a dare segni di squilibrio. Emily corre da Margaux per avere spiegazioni su quello che hanno scritto i suoi giornalisti. Emily la minaccia di distruggere lei e il suo impero mediatico, quindi Margaux le assicura di stare lontana da lei e David. Ma sotto sotto, complotta ancora con il sign.James Allen per infangare il nome di Emily. Ben si confida con Emily, la quale gli chiede un consiglio: come farà a lasciare l'identità che ha mantenuto per ben 11 anni e ritornare ad essere da un giorno all'altro Amanda Clarke? I loro bei minuti sentimentali vengono interrotti da un messaggio di Nolan. Victoria si ritrova di nuovo Natalie in pinacoteca. Questa donna ha qualcosa di strano, sembra voglia togliere il posto di "regina degli Hamptons" a Victoria. Jack è angosciato per aver ucciso Kate, si sente un bugiardo e un meschino. Nolan vuole aiutare Louise a recuperare i ricordi di suo padre. Emily le insegna una tecnica appresa in Giappone. Grazie a questo, ricorda tutto: non è stata lei a spingere suo padre dalle scale. Nonostante tutto, Nolan organizza il ricevimento. Penelope ha invitato il giudice Miller. Nolan scopre che Louise è fuggita dopo aver lasciato un biglietto in cui ammetteva di essere stata lei ad uccidere il padre. Nolan riesce a localizzarla. Emily si appresta a raggiungerla, senza Nolan però. Al ricevimento, Victoria si unisce con le sue false amiche e umilia una di loro, Heather, ricordandole quel che ha fatto per lei dopo la scappatella di suo marito con il bagnino. Victoria inizia a far trapelare alcune indiscrezioni, parzialmente perché non venga tutto a galla. Con la sua astuzia, cerca di far ricordare alle donne presenti come sia una vera amica e le ordina di raddoppiare i contributi economici per il suo ente, mentre Natalie assiste alla scena. Emily si reca al Clermont, la clinica dove rinchiuse Victoria, e si finge Hannah Bischon dell'ufficio statale per l'igiene mentale. La ragazza è andata a prendere Louise, che ha rinchiuso sé stessa nell'istituto psichiatrico pensando che sia il posto ideale per lei. Emily le consegna il regalo di nozze di Nolan: il vero rapporto della polizia della notte in cui morì suo padre, quello del fratello era falsificato. Louise ricorda un altro dettaglio di quella notte: ha cercato di trattenerlo, non l'ha spinto, e sua madre ha sempre saputo la verità, fin dall'inizio. Jack e Margaux si ritrovano e Jack le rivela che ha lasciato la sua carriera di sbirro una volta per tutte. Victoria chiede a David una cosa: se fosse stato nei suoi panni 20 anni fa, avrebbe infangato il suo nome per proteggere sua figlia? Victoria conosceva la risposta, voleva solo sentirlo dire da David. Louise torna gloriosa a Grayson Manor e accusa Penelope di aver ucciso lei il padre, incolpando infine sua figlia. Infatti, quella sera Louise era in camera sua e accorse dopo aver sentito le urla dei genitori. Stavano litigando perché il padre aveva scoperto del tradimento di sua moglie con il giudice Miller. In seguito, Penelope lo spinse dalle scale e incolpò sua figlia. Tutto questo solo per mettere le mani nel patrimonio di Louise. La ragazza le mostra il vero rapporto, mentre il giudice Miller, alle strette, lascia la festa. Louise lascia la possibilità a Penelope di tornare in Georgia, e casomai si degnasse di tornare negli Hamptons, sua figlia le prenoterà un bel letto caldo al Clermont. Penelope Ellis li lascia così, disonorata e perdente. Louise ha finalmente superato la sua paura più grande. David propone ad Emily di ricominciare, ma la ragazza non può riprendere ad essere Amanda. Lyman finge di essere mortificato e va dalla sorella per scusarsi l'ennesima volta, ma Louise gli preannuncia che né lui né la sua campagna avranno più un soldo. Jack lascia la festa per andare a parlare con Ben. Victoria ritrova la sua preziosa poltrona, mentre Natalie le preannuncia che troverà anche i suoi di segreti. Poco dopo, Victoria riceve una triste chiamata: c'è stato un altro lutto in famiglia. Margaux e James si rincontrano perché Allen ha una rivelazione di Jack, che dice di aver ucciso un agente dell'FBI. Margaux non è soddisfatta, mentre James non vede quale sia il problema, potrà colpire tutti e due. Emily va in casa di Ben e lo bacia, mentre Jack li osserva da lontano...
- Guest star: James Tupper (David Clarke), Karine Vanasse (Margaux LeMarchal), Brian Hallisay (Ben Hunter), Elena Satine (Louise Ellis), Carolyn Hennesy (Penelope Ellis), Sebastian Pigott (Lyman Ellis), Ed Quinn (James Allen), Gina Torres (Natalie Waters), Danielle Rayne (Heather), Kim Richards (Stephanie), Jennifer Birmingham Lee (Maria), Rod McCary (giudice Miller), John Barbolla (Comandante Nelson), Hannah McCloud (Giovane Louise), Don Fischer (Sindaco Laken).

## Trappola
- Titolo originale: Bait
- Diretto da: Ty Trullinger
- Scritto da: Shannon Goss

### Trama
Ben ed Emily hanno passato la notte insieme. Il lutto di cui si parlava nello scorso episodio si trattava della morte del nonno di Daniel, Edward Grayson, e lo studio notarile di Victoria afferma che la sua situazione economica potrebbe cambiare in meglio: infatti Edward ha lasciato un cospicuo patrimonio a Victoria. Per prima cosa, ha intenzione di contribuire con una somma ponderante per il suo ente benefico. Invece Margaux architetta una nuova mossa contro Jack ed Emily. Jack ha lasciato il suo posto in centrale ed è ancora amareggiato nei confronti di Ben. Margaux ordina a James di indagare anche su Ben. Louise ha organizzato una stravagante luna di miele a Firenze mentre Nolan paga un'assistente di Margaux, Simone, per delle informazioni utili, molto utili: gli dice che Margaux ha in mano un filmato su Emily che divulgherà il giorno dopo. Nolan ordina a Simone di prendere a tutti i costi quel filmato, anche a costo di perdere il lavoro. Nolan annulla la luna di miele e permette a Louise di andarci da sola, alla sua attesa. Intanto Victoria ha un piccolo problemino con l'eredità di Edward Grayson: riceverà soltanto i suoi due cani Ralph ed Ellis che giungeranno in prima classe con le loro due cucce firmate. Ma c'è una notizia ancora più scioccante, infatti il patrimonio non andrà a Victoria, ma a sua moglie ed è qui che viene svelato un segreto: i soldi non andranno alla moglie deceduta 20 anni fa, ma alla seconda, niente di meno che Natalie Waters! Era questo il segreto di Natalie, si sposò con Edward quattro mesi fa. Victoria non tollera assolutamente questa verità e pensa che il testamento sia una frode. Natalie spiega tutto quello che è successo: poco dopo l'arresto di Conrad, Edward cercò di rintracciare Victoria ma lei era sparita, mentre invece Natalie era venuta in anticipo solo per vedere che tipo fosse la regina degli Hamptons e si accertò del fatto che Victoria fosse perfida e manipolatrice. Non è andata così, perché fu Emily a farla sparire e rinchiudere in una clinica psichiatrica. Infatti Natalie era l'infermiera di Edward. Nolan riesce ad ottenere il filmato di Margaux ed Emily decide di mettersi al lavoro. Margaux, più furba di quanto pensassero, ha chiamato l'agente Lin dell'FBI per l'irruzione alla sala del computer. David ha avuto un'opportunità di lavoro, ma non se la sente di tornare in quell'ambiente, non sa bene che cosa farà. Jack va da Emily per parlare, ma senza volere Emily gli rivela il rischio al quale sta per incorrere. La notte stessa, Emily ha intenzione di irrompere a "Voulez" per rubare il computer, dato che non è connesso ad Internet e Nolan non può hackerarlo. Jack vuole confidarsi con Margaux per risolvere la situazione. Louise si ritrova di nuovo tra i piedi suo fratello Lyman, che cerca di metterla contro Nolan e anche distruggere il suo matrimonio. Natalie e David si incontrano e la donna vuole regalare a David una barca avuta in eredità. Victoria pensa che Natalie sia una criminale e assolda un avvocato perché la aiuti a sbarazzarsi della donna, mentre Lyman ascolta la loro conversazione. Lyman propone a Victoria di farle lui da avvocato. Le promette di avere tutti i milioni, ogni centesimo. Ad una condizione, però: vuole il 20% del patrimonio, per finanziare la sua campagna. Victoria non si fida subito. Jack e Margaux si incontrano e il peggio sta per accadere. Jack le offre la sua mano e inizia un bel dialogo tra i due. Lyman porta informazioni importanti a Victoria: Natalie Waters cominciò a lavorare per Edward sei mesi fa, ma era già sposata. In un paio di mesi divorziò per sposare il signor Grayson; sembra, però, che Natalie non sia così dolce, siccome le tolsero l'abilitazione quando la colsero intenta a truffare un paziente. Lyman ha già i documenti per intestare l'eredità e Victoria lo assume come suo avvocato. Louise annulla il suo volo per l'Italia e parla un po' con Nolan perché vuole preparare i documenti per il divorzio. Allora Nolan le racconta della sua storia con Emily, di tutto quello che hanno architettato col passare degli anni, con delle metafore ovviamente, non le racconta tutto per filo e per segno. Perciò Louise si offre per aiutarli. Nel mentre, si scopre qualcosa di sconvolgente: Margaux e Simone stavano complottando insieme per far credere a Nolan di poterle disfare e hanno fatto questo perché possano rovinare la sera stessa Emily e consegnarla in mano all'FBI. Emily si prepara per l'irruzione. Ma, come sempre, ha già pianificato tutto, con l'aiuto di Jack. Infatti, al posto di Emily, c'è Louise che apre la porta della sala del computer e trova l'FBI e Margaux ad aspettarla. Margaux rimane a bocca aperta, perché è stato Jack ad indirizzare Louise da loro. Un agente porta con sé Louise per farle qualche domanda, mentre la cara Margaux è su tutte le furie, perché Louise afferma di non sapere dove fosse la palestra. Margaux non si dà per vinta e vuole provare all'agente Lin che Louise è una loro complice. Per sua sfortuna, cerca di attivare il computer ma quest'ultimo ha un guasto e va in tilt. Così, l'agente Lin se ne va e porta via la sua squadra. Natalie, durante una piccola festicciola, viene citata in giudizio al tribunale: il testamento è stato impugnato. Natalie va di corsa da Victoria, vuole che sia chiaro che lei amava Edward e non lascerà in mano a Victoria il suo testamento, intanto tutta la gente nel club filma il loro divario. Margaux, entrata in ufficio, trova Emily seduta nella sua poltrona e prima di andarsene, le dice "Bel braccialetto". Con queste parole, Margaux scopre che il braccialetto che le aveva dato Carl quando lei stava parlando con Jack conteneva in realtà un microchip che ha mandato in tilt il computer. I piani di Margaux sono tutti andati all'aria. Nel mentre, sembra che stia per nascere qualcosa tra Natalie e David, poiché quest'ultimo le chiede se è vero che lei è una Grayson e iniziano a parlarsi e la invita a salire sulla sua barca. Louise si complimenta con Nolan per il piccolo microchip del braccialetto, grazie a quello è riuscito a far sparire il contenuto del computer di Margaux. Poco dopo, Nolan capisce che Louise si è sempre sentita esclusa ed emarginata, proprio come lui prima dell'arrivo di Emily nella sua vita e si scusa con Louise per non averla trattata bene. La scenata al club tra Natalie e Victoria è su tutti i siti di gossip, e mentre Lyman si dispera perché la Waters è diventata una povera anima innocente e buona agli occhi di tutti, Victoria è calma e pensa che la rivelazione dell'amore di Natalie nei confronti di Edward sarà una buona arma per distruggerla. Solo dopo, Lyman capisce il suo piano e brindano insieme per l'imminente vittoria in tribunale. Margaux, che continua ancora a cercare di far cadere Emily, va da Ben e gli mostra una foto della sua ex moglie; se lui non la aiuterà, qualcun altro troverà la sua ex prima di lui, ma per altri loschi scopi. Jack dice ad Emily che sa tutto di lei e Ben e vuole che lei sappia che ci può essere qualcuno più adatto a lei, e le rivela i suoi veri sentimenti nei suoi confronti. Pensa che dopo tutto quello che hanno passato, ora potranno ricominciare una nuova vita insieme. Emily rimane senza parole, per lei le cose sono complicate. Per lei Jack è sempre stato importante, fin dall'inizio, ma non può. Jack se ne va amareggiato, lasciando Emily in lacrime...
- Guest star: James Tupper (David Clarke), Karine Vanasse (Margaux LeMarchal), Brian Hallisay (Ben Hunter), Elena Satine (Louise Ellis), Gina Torres (Natalie Waters), Sebastian Pigott (Lyman Ellis), Ed Quinn (James Allen), Kal Bennett (Simone), Danielle Rayne (Heather), Matthew Yang King (Agente Lin), Emily Alyn Lind (Giovane Amanda Clarke).

## Conflitti di famiglia
- Titolo originale: Retaliation
- Diretto da: Alrick Riley
- Scritto da: Jesse Lasky

### Trama
Victoria, nonostante il processo in tribunale, perde comunque l'eredità e licenzia Lyman. Natalie, per mostrare a Victoria la sua forza e potenza, la invita alla festa che ha organizzato per il 4 luglio. Emily scopre che la Waters ha regalato a David una barca e, quand'anche Natalie disprezzi Victoria, per lei è sempre una Grayson, non c'è differenza. C'è anche Jack sulla barca. Louise e Nolan si fanno un bel massaggio rilassante, intanto Margaux mostra un video a Ben di Avril, la sua prima moglie, che lavora in un bar e vuole il suo aiuto e Ben le ha portato quel che chiedeva: il certificato che aveva regalato David ad Emily per ritornare ad essere Amanda Clarke! Ma Emily, furba e astuta come sempre, ha già pianificato tutto: gli occhiali di Ben hanno registrato le immagini, ora Emily sa dove può trovare l'ex moglie di Ben, grazie all'ologramma di una bottiglia di vino bianco della tavola calda dove lavora. Per quanto riguarda il certificato, è falso. Hanno una decina di ore più o meno prima che Margaux si accorga della trappola. Nolan giunge a un certo Wes Perkins, un ex carcerato, che aveva avuto una relazione con Avril un anno dopo che si lasciò con Ben. Ed è lui il losco personaggio che vuole giungere a lei per vendicarsi di averlo fatto entrare in prigione. Quindi Ben deve trovare Avril prima che lo faccia lui. Nolan consiglia ad Emily di non lasciare che Ben compia la missione da solo. Lyman va di nuovo da Louise perché sembra essersi pentito. Louise accetta le sue scuse e lo ospita a casa. Natalie organizza la sua festa, mentre Victoria ha trovato un altro punto di forza per distruggerla. La donna finge di volersi scusare e scopre che Natalie vuole rimanere lì. Per strada, Ben viene fermato da Emily perché vuole venire anche lei con lui. Margaux ha preparato l'articolo su Emily, ma James le annuncia che il certificato è falso. Così Margaux decide di tirare fuori l'artiglieria: ordina a Allen di chiamare Wes e dirgli dove si trova la sua preda. Natalie viene invitata a cena da David, che accetta di venire alla festa dell'Indipendence Day. Poco dopo essersene andata, David riceve la visita di Victoria che lo avverte sull'identità della Waters. Per comprovare le sue tesi, gli rivela che Natalie ha acquistato una proprietà in California. Ben ed Emily sono finalmente arrivati alla tavola calda dove lavora Avril. Mentre Emily dorme, Ben decide di andare a parlare ad Avril senza svegliare Emily. Intanto Nolan è alle prese con Jack che declina tutte le sue offerte di lavoro. Allora, decide di cambiare il suo club in un asilo per bambini, così Jack potrà vedere Carl tutti i giorni. Jack accetta finalmente l'offerta. Avril, con sua grande sorpresa, si ritrova davanti Ben e appena entra Emily, Avril gli dà uno schiaffo. C'è qualcos'altro sulla loro relazione che Ben non ha rivelato? Avril, che ha preso un'altra identità facendosi chiamare Kim, siede con loro al tavolo, per parlare soprattutto di Wes Perkins. Emily scopre finalmente cosa le ha nascosto: pochi mesi dopo aver conosciuto Wes, che era solo un semplice amico e non uno spasimante, Avril tornò da Ben per raccontargli di Wes e gli disse che stoccava merce illegale. Ben non riuscì a resistere e fece irruzione nella casa di Perkins. Così, Wes capì che fu Avril a denunciarlo e cercò da quel giorno in poi di fare in modo che la ragazza non parlasse mai più. Avril dovette quindi sparire. Emily e Ben vogliono portare via Avril, ma quest'ultima rifiuta di collaborare. Nolan non vuole affatto Lyman in casa sua, mentre Louise vuole riconciliarsi. David trova nella borsetta di Natalie l'orologio da polso di Conrad, e si insospettisce. Jack è stato assunto come barman nel club di Nolan. Natalie rilascia un'intervista un po' strana su David durante la festa, insinuando che sia un pochino squilibrato. Louise riscopre un nuovo lato di suo fratello Lyman. Nel mentre, Wes è arrivato alla tavola calda, ma invece di trovare Avril, trova Emily e inizia una dura lotta tra i due. Interviene subito Ben, che gli sbatte la testa sul bancone, lo mette a terra e lo ammanetta. Mentre intanto si scopre il vero obiettivo di Lyman: è stato pagato da Margaux per rubare la chiave di casa Ross! Margaux gli assegna un'altra missione, ovvero quella di scoprire tutti i segreti che Nolan nasconde in casa sua. Wes viene arrestato, mentre Avril non avrà più motivo di aver paura, poiché Wes verrà condannato all'ergastolo. Avril ringrazia entrambi per il grande aiuto e riabbraccia Ben calorosamente. Natalie si concede un po' di tempo con David, ma il suo scopo è un altro. Si strappa il vestito e inizia ad urlare. David ha scoperto che lei lo vuole incastrare, ma la minaccia con l'orologio trovato nella sua borsetta. Così, si scopre qualcosa di importante: Conrad l'aveva sedotta promettendo di lasciarle tutto il patrimonio, quando invece se la spassava con Lydia Davis. Non ottenendo quel che voleva, si mise alla ricerca di suo padre, Edward Grayson, che però aveva intenzione di intestare l'eredità a Victoria. Iniziò a trattarlo bene, finché un bel giorno Edward non prese una penna e scrisse il testamento a nome di Natalie. Ma David non capisce perché se l'è presa con lui. La donna gli spiega che uno dei maggiori successi di Conrad fu fare in modo che il mondo odiasse David Clarke, così, perché a detta sua Conrad riposi in pace nella tomba, Natalie ha deciso di terminare uno dei più grandi obiettivi di Conrad. Ma la povera illusa Natalie Waters non sa che Victoria ha registrato tutto. Ora la donna vuole indietro tutti i soldi che le ha preso, altrimenti farà sentire la registrazione alla corte. La spregievole Natalie è stata sconfitta. A casa Ross, Lyman scarica tutto il contenuto del computer di Nolan sulla chiavetta USB di Margaux, mentre Louise scopre le sue intenzioni ascoltando la sua conversazione con Margaux. Louise prende la chiavetta USB e si reca all'esterno, seguita da un Lyman implorante. Lyman cerca di prendersi la chiavetta, ma finisce male: Louise lo spinge senza volere giù dalla rupe, e Lyman si scaraventa sopra a una roccia! Intanto, sotto alla luce dei fuochi d'artificio, David si congratula con Victoria e le chiede che cosa vuole fare con i soldi recuperati: la donna vuole ovviamente contribuire al suo ente benefico per ripristinare il cognome Grayson e riabilitare la reputazione di suo figlio. Alla fine, David la ringrazia per aver fatto sì che il suo nome non fosse rovinato di nuovo. Jack sta portando Carl con la macchina per vedere i fuochi d'artificio, ma viene fermato dalla polizia. L'agente Schaefer, vecchio collega di Porter al distretto, dice che c'è stata una notifica per un individuo ubriaco alla guida di una macchina uguale a quella di Jack. Margaux si rende conto che Emily è un passo avanti a lei, sempre, ma Allen la rassicura, perché si è occupato di Jack. Louise è disperata ma non rivela a Nolan quello che ha fatto a Lyman. Lungo il tragitto, Emily e Ben si fermano vedendo gli agenti mentre arrestano Jack e si portano via Carl. Tutto questo per opera di Margaux...
- Guest star: James Tupper (David Clarke), Karine Vanasse (Margaux LeMarchal), Brian Hallisay (Ben Hunter), Elena Satine (Louise Ellis), Sebastian Pigott (Lyman Ellis), Gina Torres (Natalie Waters), Ed Quinn (James Allen), Sarah Lancaster (Avril Hunter / Kim), Trenton Rostedt (Wes Parkins).

## Perdita
- Titolo originale: Loss
- Diretto da: Helen Hunt
- Scritto da: Joe Fazzio

### Trama
Emily, che si impegna per prendersi cura del piccolo Carl, rivede nella storia di Jack e Carl quello che successe a suo padre e a lei quando era piccola. Emily ha già scoperto che cercano di incastrare Jack e, quand'anche Margaux la odi e cerchi di vendicarsi, non pensa che possa arrivare persino a strappare un bambino da suo padre. Jack fonda le sue speranze sull'esame del sangue, ma pare che il campione si sia perso. Jack è disperato perché non ha neanche un avvocato, ma si sbaglia anche questa volta: l'avvocato ce l'ha ed è proprio sua madre. Stevie Grayson è tornata, grazie ad Emily, la quale le ha raccontato la verità sulla sua vera identità. Intanto Margaux si trova in ospedale per fare un'ecografia, e trova come sempre Victoria al suo fianco, più che mai decisa a portare in porto la costruzione dell'ente "Daniel Grayson". Louise è presa dai timori e fa credere a Nolan che Lyman è ancora vivo. Ma la verità non rimarrà celata troppo a lungo, poiché Ben e l'agente Tadderman fanno loro visita per parlare con Louise. Dicono di aver trovato un corpo senza vita sulla spiaggia, il corpo è di suo fratello Lyman. Louise finge di essere sconvolta. Jack e Stevie si trovano in tribunale per l'udienza della cauzione. Jack viene rilasciato, ma il giudice manderà i servizi sociali per accertarsi della buona relazione tra Jack e Carl. C'è anche Margaux in tribunale, e tra lei ed Emily è ufficialmente guerra! Louise rilascia una falsa dichiarazione a Ben. Victoria tiene un incontro con il responsabile dei lavori per l'ente, Alexander, ma c'è un ostacolo ai progetti, un membro è condizionato dalla cattiva reputazione che si è fatto Daniel. Grazie al cielo, Alexander è disposto ad aiutarla per fare in modo che questo membro cambi idea. Emily rivela a Jack quello che ha fatto Margaux, e vuole vedere se Schaeffer, l'agente che ha arrestato Jack, è corrotto. Lui, Emily, Stevie e Nolan si mettono al lavoro per togliere l'accusa di guida in stato di ebbrezza. Jack pensa che qualcuno l'avesse drogato mettendo qualcosa nell'aranciata che bevve la sera prima con Nolan, il quale ha già preparato i video di sicurezza. Sui video appare James Allen, lo scagnozzo di Margaux, e si vede chiaramente che ha spostato il bicchiere di Jack, per questo l'etilometro diceva che Porter era ubriaco. Emily lo riconosce perché lo vide in tribunale. Stevie pensa che ci vogliano più prove da portare alla corte. Allora, per avere quello che serve, Emily propone di stanare James e si intrufola la sera stessa con la famosa tuta nell'appartamento di Allen. Viene colta in flagrante da James. Dopo una breve colluttazione, Emily prende la pistola e gliela punta contro. James, alle strette, le consegna il campione del sangue di Jack, la prova che non aveva bevuto. Dopo averlo gettato in aria, Emily lo prende ma James sparisce nel nulla. Il giorno dopo, la ragazza porta il campione in un involucro a Ben. Emily vuole che Ben lo rimetta in laboratorio, ma come se si fosse ritrovato dopo che sparì. Nonostante sia molto vicino al diventare detective e coronare finalmente il suo sogno, Ben accetta di aiutarla. Jack riceve la visita dell'assistente sociale, ma trova parecchi problemi con quest'uomo. Ormai Margaux è decisa a mollare, dato che è morta una persona, e assegna un ultimo compito a James: cancellare tutte le tracce del messaggio che Lyman aveva mandato a Margaux la sera prima di morire, altrimenti potrebbero risalire a lei. James è amareggiato e non è disposto ad arrendersi. Victoria si introduce in casa di Emily, senza preavviso, e vuole parlarle: pensa che sia lei il membro che ha rifiutato la costruzione dell'ala in onore di Daniel. Ma Emily non ha mai fatto questo, anzi rispetta la loro tregua e la memoria di Daniel. Emily, dopo aver gentilmente accompagnato Victoria alla porta, le chiede di occuparsi di Margaux, altrimenti lo farà lei. Tony Hughes, l'assistente sociale di Jack, va persino da Nolan per parlare di Porter. Tony pensa di aver raccolto abbastanza prove per togliere l'affido di Carl dalle mani di Jack, ma Nolan lo fa andare via senza parole. L'agente Schaefer viene chiamato a testimoniare in tribunale. Schaefer, ignaro del fatto che il campione di sangue è stato "ritrovato", viene zittito dalle prove che ha Stevie. La donna, che non riesce a contenersi, viene ammonita per oltraggio alla corte dal giudice e accompagnata in custodia dall'ufficiale giudiziario. Jack dovrà essere rappresentato da un nuovo avvocato. David, per restituire il favore che gli fece Stevie 20 anni fa, paga la cauzione. Emily vuole screditare la dichiarazione di Schaefer, ma Stevie pensa qualcos'altro: probabilmente non è Schaefer ad essere corrotto, ma il giudice Leanne Knowles in persona, che deve essere anche rieletta, a maggior ragione. Emily chiede a Nolan di indagare sul giudice. Nolan perviene al suo nome e cognome, e dal fatto che è sostenuta da vari giornali, pubblicati però proprio dalla LeMarchal Media. Victoria regala a Margaux una culla e tanti altri peluche, ma ha scoperto che è stata lei a votare a sfavore dell'ala in nome di Daniel. Margaux l'ha fatto per suo figlio, per proteggerlo dalla cattiva reputazione che si è guadagnato Daniel. Nolan consegna una bottiglia di vino preziosa al giudice Knowles ma non accetta il regalo, è piuttosto impassibile. Per strada, il giudice viene fermato da Ben poiché un cliente del Southampton Beach Club, il club di Nolan, ha chiamato la polizia dicendo che la signora ha lasciato il locale barcollando. La Knowles afferma di essere completamente sobria, nonostante venga poi sottoposta al test dell'etilometro. Dal dispositivo, risulta essere ubriaca. Poco dopo, Leanne riceve una chiamata: è Emily, in realtà, che le rivela che nell'acqua che stava bevendo al club c'era acetone, lo stesso che Emily trovò nell'appartamento di James e quello che usò Margaux per falsificare i risultati del test per Jack. Emily le ordina di far analizzare il sangue di Jack, e quando verrà fuori che l'etilometro conteneva acetone e non alcool, dovrà far cadere le accuse. Altrimenti, tutte le tangenti che il giudice ha accettato come supporto alla propria campagna dalla LeMarchal Media verranno rese note e perderà ogni cosa. Leanne Knowles non può far altro che accettare le condizioni. Il giorno dopo, Stevie riceve la bella notizia e porta tutti quanti a festeggiare, tranne Emily, che vuole fermare per sempre Margaux. David non ce la fa più, dice a sua figlia che se continuerà a colpire Margaux ci sarà un altro suo caro che vorrà vendicarsi, e un altro ancora, e ancora, e ancora finché non ne rimarrà nessuno, è una specie di serpente che si mangia la coda. Vuole che Emily metta fine a questa storia una volta per tutte, prima che sparisca anche lei. Louise continua a fingere ma si decide finalmente a dire la verità a Nolan, gli dice tutto quello che è successo tra lei e Lyman. Nolan capisce che è stata lei a ucciderlo, spingendolo involontariamente dallo strapiombo. Nolan è abbastanza sconvolto, ciononostante accetta di insabbiare tutto e cambiare pagina. Intanto, Tony Hughes va di nuovo al club. Emily, seguendo i consigli di suo padre, propone una tregua a Margaux per proteggere quelli che amano di più. Potranno riabilitare il nome di Daniel insieme e, dato che Margaux è riluttante all'idea di collaborare con lei, Emily non può far altro che darle il suo certificato di nascita, l'unica prova che la collega alla sua vera identità. Margaux può usarla come arma oppure la può accettare come offerta di pace. Ora è lei ad avere le carte in mano: può porre fine a tutto questo. Margaux, nonostante tutto, non accetta la tregua e mentre è distratta, viene investita da un taxi davanti agli occhi di Emily. Margaux viene portata d'emergenza al pronto soccorso, dove c'è anche Victoria. Anche Emily accorre e spiega a Victoria che si è trattato di un incidente, ma si è presa il certificato dalla borsa di Margaux, dopo averla restituita a Victoria. Tony Hughes va da Nolan, ma per scusarsi del suo comportamento e si scopre essere omosessuale, affascinato da Nolan. Finalmente Jack e Stevie si sono liberati del problema, ora avranno molto tempo per parlare. E quando loro due sono felici, Margaux si getta dalla disperazione nelle braccia di Victoria perché ha perso il suo bambino, non c'è più. Emily corre da suo padre piangendo per l'accaduto. Victoria cerca di farsi sembrare tranquilla e calma e vuole sapere che cosa ci faceva con Emily; Margaux mente a Victoria dicendo che Emily l'ha spinta...
- Guest star: James Tupper (David Clarke), Karine Vanasse (Margaux LeMarchal), Brian Hallisay (Ben Hunter), Elena Satine (Louise Ellis), Gail O'Grady (Stevie Grayson), Ed Quinn (James Allen), Josh Pence (Tony Hughes), Lucinda Jenney (Giudice Leanne Knowles), Jeffrey David Anderson (Agente Schaefer), Tim Powell (Alexander Strouse).

## Sincerità
- Titolo originale: Clarity
- Diretto da: Allison Liddi-Brown
- Scritto da: Karen Gist

### Trama
Margaux torna a casa e, nonostante sia disperata, vuole organizzare il gala d'inaugurazione per l'ala d'ospedale dedicata a Daniel ma non vuole che Victoria vada dal procuratore per denunciare Emily. Si pente di non aver seguito i consigli di Victoria, la quale pianifica una nuova mossa ai danni di Emily. Intanto, Ben è finalmente riuscito a diventare detective, quel che ha sempre sognato. Louise inizia a desiderare un bambino, vuole adottarlo e Nolan tentenna. Il consiglio dell'ospedale continua a respingere l'idea di assegnare ad un'ala d'ospedale il nome di Daniel e Victoria comincia a provocare Emily. In questo caso, Victoria ritira la donazione, ma Alexander ha già trovato altri finanziatori. La presenza di Tony diventa assidua nel club e vuole aiutare Nolan a fondare l'asilo nido. Jack nota questo attaccamento a Nolan e non sa se Louise è d'accordo. Jack gli consiglia di non mentire a sua moglie. Victoria entra spudoratamente nello spogliatoio degli agenti del distretto per parlare con il nuovo detective Ben Hunter. Victoria lo minaccia di dire al capo della polizia che il nuovo detective frequenta una donna che dovrebbe essere dentro già da tempo per frode e altri reati. Emily cerca di riparare i danni che ha involontariamente commesso riabilitando il nome di Daniel. Victoria riesce ad ottenere il fascicolo di Lyman Ellis, nonostante il caso sia già chiuso. Emily vuole rilasciare un'altra dichiarazione per la morte di Daniel, vuole dire che è stato Malcolm a irrompere in casa sua e a ucciderlo. L'unico problema è Jack. Emily potrebbe dire che l'aveva convinto a mentire per proteggere lui e Carl dalla minaccia di Malcolm Black. Stevie ha sentito la loro conversazione e non vuole assolutamente che suo figlio venga coinvolto, in alcun modo. Accusa persino Emily di essere una manipolatrice che l'ha fatta ritornare nel mondo dell'alcolismo. Victoria fa visita a Louise, dopo che ha saputo di Lyman. Ma Louise ha già scoperto che Victoria non è lì per un tè fra amiche, ma solo per mettere le mani sul PC di Nolan, proprio come ha fatto suo fratello. Louise la caccia via, ma Victoria la mette in guardia su quello che Nolan e gli altri le nascondono. Nolan viene invitato da Tony ad una festa tra amici in spiaggia. Tony lo esorta a dire la verità a sua moglie. Emily, Ben e suo fratello Kevin fanno un barbecue. Subito dopo, Emily riceve la visita di Jack; è venuto perché non vuole cambiare la versione della dichiarazione e le consiglia di lasciar stare. Louise, il giorno dopo, cerca di sapere che cosa le nasconde Nolan sulla morte di Daniel e gli dice che Victoria le ha fatto visita. Poco dopo, legge su un articolo di gossip che Nolan ha passato una notte sulla spiaggia ad una festa flirtando con gli uomini. Senza autorizzazione, James ha continuato le sue ricerche su White Gold, una persona che potrebbe sbarazzarsi di Emily, ciononostante Margaux gli proibisce di continuare. Dato che James si ostina a terminare il piano, Margaux lo minaccia di fare in modo che White Gold trovi lui. Emily cerca di ottenere l'appoggio di Nolan per cambiare la dichiarazione, ma anche lui rifiuta. Stevie va da David per chiedergli di dire ad Emily di restare lontana da Jack. David non se la prende bene e si ferisce la mano senza volere con il cutter. Jack e Nolan si confidano per le intenzioni di Emily. Nolan rivela a Jack che è stata Louise ad uccidere suo fratello, è per questo che non riesce ad abbandonare Louise. Anche lui vuole una famiglia, un bambino, ma con una persona più stabile. Mentre intanto Louise ascolta la loro conversazione in lacrime. Margaux rintraccia White Gold, che è una donna, per chiederle di lasciare in pace Emily. Ora, dato che Margaux conosce l'identità di White Gold, c'è un problema tra di loro; ma Margaux le assicura che casomai dovesse succederle qualcosa, l'Interpol riceverà un'email e scoprirà la sua vera identità. Nolan, appena tornato a casa, trova Louise in piscina e si spaventa perché pensa sia annegata ma si sveglia poco dopo. Nolan vuole parlare. Vuole che si separino. Louise, a malincuore, accetta questo e lo ringrazia per essere stato onesto con lei. Anche Ben cerca di convincere Emily che riaprire un caso come quello di Kate sarà una cosa molto difficile. Stevie va di nuovo da David e si scusa per averlo aggredito in quel modo. Emily, intanto, si reca alla festa per l'inaugurazione della nuova ala dell'ospedale e c'è anche Jack. Intanto, Ben, in un bar con gli amici e il fratello per la promozione a detective, vede sul telegiornale Jack ed Emily insieme al gala d'inaugurazione. Emily, al gala, prende il microfono e cinque minuti d'attenzione del pubblico per dire qualcosa e rilascia ai telegiornali e al pubblico presente un'altra dichiarazione: dice che è stato Malcolm Black ad irrompere in casa sua e a cercare di ucciderla, mentre Daniel è stato colpito da un proiettile che avrebbe dovuto colpire Emily. Intanto, Margaux e Victoria guardano esterrefatte e incredule il telegiornale. Ma rivela anche qualcos'altro, qualcos'altro di più sconvolgente: lei è Amanda Clarke, la figlia di David Clarke...
- Guest star: James Tupper (David Clarke), Karine Vanasse (Margaux LeMarchal), Brian Hallisay (Ben Hunter), Elena Satine (Louise Ellis), Gail O'Grady (Stevie Grayson), Josh Pence (Tony Huges), Ed Quinn (James Allen), Cristopher Wiehl (Kevin Hunter), Courtney Love (White Gold), Tim Powell (Alexander Sprouse), Eltony Williams (Agente Kokame).

## Uno sguardo al passato
- Titolo originale: Exposure
- Diretto da: Jennifer Wilkinson
- Scritto da: Wilson Pollock

### Trama
La notizia che Emily ha appena rilasciato è sconvolgente. Louise è disperata perché Nolan l'ha lasciata e perciò ritrova la chiavetta USB che aveva Lyman in mano prima di cadere giù dalla rupe e la consegna a Victoria. Finora tutto bene per Emily, ma non sarà così a lungo. La gente si chiede se chiamarla ora Amanda o Emily. La ragazza dice un'unica cosa: l'era di Emily Thorne è terminata, non esiste più nessuna Emily. Lei e Nolan rammentano quello che fecero all'ex senatore Tom Kingsly, che ora sta per agire dopo che ha scoperto chi l'ha distrutto. Victoria assume un hacker per decodificare il contenuto della pen drive. Ben va da Emily perché è arrabbiato per tutto quello che è successo la sera prima. Potrebbe perdere il suo nuovo lavoro. Victoria racconta a Louise tutto quello che fece Emily per distruggere la loro famiglia, quando la rinchiuse in clinica psichiatrica e tutto il resto. Louise non crede che anche Nolan sia coinvolto, ma deve vedere la verità con i suoi occhi. Intanto, il programma per la decodificazione della pen drive è terminato e le due donne risalgono a tutte le prove che Nolan usò per mantenere l'identità di Emily. Louise, ora che ha saputo tutta la verità sul suo amato maritino, vuole vendicarsi, ma non prima che Victoria abbia messo fine una volta per tutte alla storia di Emily Thorne! Louise torna a casa da Nolan, con i documenti per il divorzio, mentre Nolan cancella tutti i file dal computer. Louise è arrabbiata e non vuole restare un minuto di più a casa Ross e gli dice addio. Intanto, Tom Kingsly sta formando una coalizione per vendicarsi di Emily, la quale gli fa visita. Emily capisce che ha iniziato con il giudice Barnes, l'uomo che fu distrutto dalla moglie violentata, ovviamente convinta da Emily. Tutte le persone alle quali Emily ha distrutto la vita si stanno organizzando e alleando per vendicarsi. Tom ha continuato con Bill Harmon, il truffatore di Wall Street, che ha tradito la profonda amicizia con David per dare falsa testimonianza in tribunale. Kingsly ha delle difficoltà a ritrovare Lydia Davis, poiché è fuggita. Ma il povero Tom rimane a bocca aperta quando si presenta nel suo ufficio anche David, a supporto di sua figlia. Lei e David lo minacciano e gli ordinano di richiamare tutta la sua banda per sciogliere l'alleanza che stavano per formare. Margaux, anch'ella in preda ai ricordi, ha la priorità di riabilitare finalmente il nome di Daniel Grayson. Ma Victoria si rimbocca le maniche perché ha ora in pugno tutte le prove dei crimini che Emily ha lasciato dietro di sé, dal giorno in cui versò il drink sulla veste di Daniel fino alla sua morte. Margaux vuole lasciare stare e le rivela che non è vero che Emily l'aveva spinta verso la macchina. Alla fine, Margaux si rende conto che non può fare niente per ostacolare Victoria, ma non la aiuterà. Emily capisce che Tom Kingsly sta pianificando un'altra mossa; David la rassicura poiché non ha nessuna prova ma Nolan viene per dire il contrario. Ha capito che i file che aveva sul computer sono stati copiati. Il GPS colloca Louise e Victoria insieme la sera prima e il mattino stesso. Emily è per la prima volta spaventata e si sente sconfitta, Nolan invece aveva tenuto quei file solo come ricordo di tutto quello che hanno fatto. Grazie al GPS, scoprono che Victoria sta per andare in diretta televisiva con tutte le prove in mano, quindi Emily si mobilita da sola per fermarla. Victoria parla con Connie Bales, la donna che la intervisterà, fin quando non interrompe Emily. La ragazza vuole stipulare un accordo: lei si siederà con Connie per un'intervista esclusiva, in diretta, senza domande off limits, ma ad una condizione; non dovrà mandare in onda Victoria, mai. Nolan è triste e amareggiato per quello che è successo con i file ed Emily brucia la Nolcam, la piccola telecamera che ha sempre usato per incastrare i cospiratori di David. Si consola con Jack, appena arrivato. Anche Nolan rammenta i ricordi passati, quando consegnò la scatola dell'infinito alla giovane Amanda Clarke, appena uscita dal riformatorio, quando lui stesso lasciò la prigione. Tutte le avventure con Emily. Lui e Jack guardano l'intervista di Emily. Connie, infatti, ha accettato l'accordo di Emily. Le racconta della sua triste infanzia, quando Michelle Banks, sotto consiglio di Victoria, la rinchiuse in riformatorio. Poi le mostra la famosa scatola dell'infinito, con tutti i diari di David e le foto della famiglia Grayson. Lei salvò la memoria di suo padre quando assunse l'identità di Emily Thorne. Connie le chiede se tutta questa vendetta ha avuto un costo; Emily risponde che ha avuto un prezzo, un costo altissimo. Come per esempio il sacrificio della vera Emily Thorne, sua compagna e migliore amica in riformatorio, la sua sorellastra Charlotte, caduta in una spirale autodistruttiva, Aiden Mathis, l'unica persona che capiva davvero cosa stesse facendo e il suo fidanzato. Ma Connie le fa un'altra domanda, riguardo al fatto se ha superato il limite della violenza fisica, o se l'ha fatto Victoria. Nonostante sia stata lei ad uccidere Aiden, non la accusa di nulla, le consiglia indirettamente di prendersi le sue responsabilità. E in diretta, in tutti i display di Times Square, invita Victoria a porre fine a tutto questo una volta per tutte. Nolan, intanto, sprona Jack a ritornare da Amanda, la ragazza alla quale ha dedicato una barca, la ragazza con cui giocava da bambino in spiaggia, e il legame che li univa, ovvero Sammy. Il loro bacio alla morte di Sammy. Margaux fa visita a Victoria, amareggiata per tutto il veleno che Emily ha sputato in diretta. Margaux è convinta che Victoria non uccise un uomo a 15 anni, come Emily ha rilasciato, si dispiace per tutte le persone che l'hanno fatta soffrire: sua madre, che la accusò di aver ucciso il suo spasimante, Conrad, che le fece vivere una vita d'inferno, ed Emily, la peggiore di tutti. Questa volta è Margaux che cerca di incoraggiarla ad andare dai federali e denunciare Emily. Victoria è ormai scoraggiata, Amanda Clarke ha scavato una fossa per lei. Margaux vuole aiutarla, ma Victoria pensa che non si possa aiutare una donna ormai morta per tutto il mondo. David è fiero di sua figlia, stasera il mondo l'ha conosciuta come lo faceva David. Emily gli riporta la scatola dell'infinito, per rispolverare i vecchi ricordi. Per la prima volta, Emily non ha idea di che cosa succederà. Intanto, qualcuno molto lontano ha messo un cerchio col pennarello rosso sulla foto di Emily...
- Guest star: James Tupper (David Clarke), Karine Vanasse (Margaux LeMarchal), Brian Hallisay (Ben Hunter), Elena Satine (Louise Ellis), Yancey Arias (Tom Kingsly), Barbara Eve Harris (Connie Bales).

## Brucia
- Titolo originale: Burn
- Diretto da: Kenneth Fink
- Scritto da: Ted Sullivan

### Trama
Victoria è perseguitata dalla stampa e continua ad incassare attacchi su attacchi. Invita Louise, nonostante Margaux sia completamente in disaccordo. Louise la sprona a tenere alta la testa e a mostrarsi al mondo. Intanto, gli addetti cambiano l'epitaffio di Amanda in Emily Thorne, il suo vero nome. C'è anche Jack, che ha portato dei fiori alla sua defunta moglie. Ora, Emily, o per meglio dire Amanda, ha un'occasione per vivere la sua vita in sincerità, mentre Nolan si occupa del problema della pen drive che Victoria ha in mano. Se recupera queste prove, avrà chiuso per sempre. Tony e Nolan si trovano in una sfilata di moda. Louise invita Victoria a pranzo, ma la donna continua a suggestionarsi perché non c'è l'auto e manda Louise a cercarla, rimanendo da sola. Viene aggredita e pestata da una ragazza che veste la stessa tuta nera di Emily. Il losco individuo fruga nella borsetta di Victoria, ma l'arrivo di Louise con l'autista la interrompe e si dà alla fuga. Victoria pensa che sia stata Emily! Dopo l'intervento del dottore, Victoria non è più sicura che sia stata Emily ad aggredirla, mentre Louise pensa che abbia senso poiché voleva recuperare le prove che aveva contro di lei. Nolan, tornato a casa, trova Emily, che è ancora infuriata per quello che Nolan ha fatto conservando tutte le prove incriminanti. Nolan si scusa e viene perdonato dalla ragazza. Stevie fa visita a David per il certificato di nascita di Carl, poiché deve modificare il nome della madre, prima che lei parta. David le chiede di lasciar stare. Louise viene ricevuta da Margaux in ufficio perché vuole farla sparire. Louise le racconta dell'aggressione. Margaux, dopo aver scoperto che è stata forse Emily l'aggressore, decide di ricontattare l'agente del FBI Beker. Ben va da Emily per chiarire le cose tra di loro, vuole che lei sia onesta. Ma Emily chiede a Ben un po' di tempo per pensare. Nolan la chiama per avvertirla che c'è stata una chiamata tra Margaux e Victoria, vogliono usare le prove; in questo momento, i federali sono diretti all'hotel di Victoria. Nolan vuole tentare di prendere la pen drive, ma Emily ha un altro piano. Nolan le consegna uno scanner alla grafite, come quello negli aeroporti per rilevare esplosivi chimici. L'ha modificato in modo tale da rilevare soltanto i rivestimenti degli attuatori nelle memorie delle chiavette USB. Anche stavolta Emily vuole agire da sola, ma si chiarisce con Nolan perché vada da Tony e non finisca anche la loro di relazione, per colpa sua. David porta la documentazione e le sue scuse a Stevie, che gli concede un po' del suo tempo per parlare. David le rivela che quando si ferì sulla barca con il cutter, fu portato in ospedale e gli infermieri fecero una normalissima procedura di analisi del sangue, ma poi venne fuori che David ha un linfoma. La terapia sarà aggressiva, inizierà la chemioterapia la sera stessa. David non l'ha ancora detto ad Emily, solo che non sa come la prenderà. Margaux rivela tutto su Emily all'agente Beker dell'FBI, ma Victoria ha qualcosa di strano. Nell'hotel scatta l'allarme anti-incendio e nonostante Margaux sappia bene che è un altro piano di Emily, l'agente li porta fuori per sicurezza, dopo che Victoria gli ha consegnato la pen drive. Il rilevatore di Nolan è stato piazzato da Emily nel corridoio e ha rilevato la presenza della chiavetta USB. Tutto l'hotel viene evacuato. L'agente Beker, per rassicurare Victoria, vuole farle vedere che ha ancora la chiavetta nella tasca, ma la suddetta è sparita. Proprio come sostiene Victoria, Amanda è nell'albergo e si è finta un pompiere. Tutta questa guerra è finita, mentre Emily è tornata a casa da David con l'ultima arma che Victoria aveva contro di lei. Questo significa che la fine di tutto è diventata realtà, non è più un sogno o un obiettivo da raggiungere. David decide di non dirle del suo tumore. Nolan inaugura l'asilo nido. C'è anche Louise che rivela al datore di lavoro di Hughes che lei è stata l'ex moglie di Nolan. La donna fa una scenata davanti a Mr. Wu, cioè il capo di Tony, e versa il suo cocktail sullo chiccosissimo vestito di quest'ultimo. Louise accusa Tony di aver sfasciato il suo matrimonio e dopo aver messo in cattiva luce Tony davanti a Mr. Wu, lascia il trio. Louise dice a Nolan che Emily ha cercato di rubare la pen drive aggredendo Victoria. Nolan la avverte e capisce che Louise aveva cercato di registrare la sua "confessione" e ha quindi fatto girare un'app che ha ripristinato le impostazioni di fabbrica del telefono di Louise. Stevie porta a Jack il nuovo certificato di nascita di Carl, con il vero nome della madre e consiglia a suo figlio di lasciare il suo impiego al Southampton Beach Club, per un futuro più stabile con suo figlio. Victoria si prepara per tornare a Grayson Manor e saluta Margaux, aspettando il suo autista. Victoria ha chiesto al suo fidato Kurt Renner di riportarle la sua preziosa poltrona, affermando di averla chiesta perché è un ricordo di un'era passata. Victoria lo paga in modo salato, poiché sarà l'ultima volta che Kurt lavorerà per lei. Renner le chiede, ovviamente, che cos'ha in mente e lei risponde dicendo che ha in mente qualcosa che Amanda non è mai riuscita a fare da sola: finirla. Jack è deciso a lasciare il Southampton Beach Club, richiedendo l'ultimo stipendio dal barman Miguel. Ciononostante, Nolan è triste perché non rivedrà più il suo migliore amico dietro il bancone del suo club. Jack, però, non si sta solo licenziando. Se ne va a Los Angeles con Carl, per ricominciare da capo. Nolan vuole convincerlo che Emily è innamorata di lui, non deve lasciare la città. Ma Jack ha capito qualcos'altro al cimitero, ha capito che Emily non riesce a lasciare la strada della vendetta. Non vuole più sentire niente e saluta per l'ultima volta Nolan. Stevie va di nuovo da David, prima di partire. Stevie vuole aiutarlo e gli dà il recapito telefonico di una sua amica, la migliore oncologa che possa trovare. Dietro al cartellino da visita della dottoressa, c'è anche il numero di telefono di Stevie, che promette di non lasciarlo solo. Nolan corre in fretta e furia da Emily per annunciarle che Jack sta per andarsene dagli Hamptons, per sempre. Nolan la sprona a non lasciar partire Jack. Dicendo che non merita Jack, Emily viene sentita da Ben. L'uomo capisce che Emily si nascondeva con lui e rompe con lei. L'aereo di Jack parte entro 20 minuti, quindi se Emily vuole fermarlo, deve fare una decisione, e in fretta. Stevie e Jack si apprestano a salire a bordo dell'aereo, ma Jack riceve la chiamata di Emily. Non vuole risponderle e spegne il telefono. Tony, amareggiato perché il signor Wu l'ha licenziato, torna da Nolan. Nolan si scusa per l'accaduto con Louise, ma Tony non è infuriato con lui e finisce che si baciano amorevolmente. Né Louise né Margaux riescono a contattare Victoria ma il lato positivo, semmai, è che Margaux decide di scordare il loro passato e forma una nuova alleanza con Louise per inchiodare Emily e Nolan quando saranno pronti a commettere un passo falso. Victoria, con il suo vestito rosso sfavillante, è in compagnia della sua poltrona, che le ricorda la favolosa Grayson Manor. Ad un certo punto, si dirige verso il camino e apre la valvola del gas. L'aereo di Jack sta decollando, mentre Emily corre in aeroporto per fermarlo, ma troppo tardi. Per sua sfortuna, c'è un terzo incomodo: Mason Treadwell. Mason è tornato, con il suo solito humour da scrittore incallito, e ora è amareggiato perché non potrà più scrivere il suo "Magnum Opus" sulla storia di Emily Thorne e le sue origini, poiché Amanda Clarke si è rivelata al mondo intero, e così ha rotto l'accordo che lui ed Emily avevano stipulato l'anno precedente. Mason le rinfaccia la verità, il fatto che lei credeva che avrebbe avuto un lieto fine in tutta questa storia, mentre pensava che la gente a lei intorno, Nolan, Jack, David e tanti altri, avrebbero aspettato lei perché finisse il suo operato senza continuare ad andare avanti con le loro vite, mentre Emily era chiusa nella sua vendetta. Dopo tutte quelle bugie, dette a tante persone diverse. E alla fine, le sono rimasti solo nemici, ha appiccato un incendio credendo che avrebbe potuto domare il fuoco. E come in ogni libro sulle ossessioni, il finale è già scritto: prima lei crollerà a terra, e poi... brucerà! Infatti Victoria, seduta sulla sua preziosa poltrona e dentro Grayson Manor, sorride alla vecchia era, lascia la valvola del gas aperta e accende l'accendino, facendo esplodere Grayson Manor e lei stessa...
- Guest star: James Tupper (David Clarke), Karine Vanasse (Margaux LeMarchal), Brian Hallisay (Ben Hunter), Elena Satine (Louise Ellis), Gail O'Grady (Stevie Grayson), Roger Bart (Mason Treadwell), Josh Pence (Tony Hughes), Matt Corboy (Agente Baker), Linc Hand (Kurt Renner), Vic Chao (Mr. Wu), Al Carabello (Miguel).

## Conseguenze
- Titolo originale: Aftermath
- Diretto da: Rob J. Greenlea
- Scritto da: Shannon Goss

### Trama
I pompieri intervengono subito, ma di Grayson Manor non sono rimaste che macerie. Anche Emily accorre a vedere cosa è successo, e David dopo di lei. Nolan è deciso a costruire la sua nuova storia con Tony. Poco dopo, riceve la notizia dell'esplosione a Grayson Manor. Margaux, invece, è felice per l'incendio della casa di Emily, mentre Louise è preoccupata per Victoria, che non risponde alle sue chiamate, e pensa che la donna abbia qualcosa a che fare con l'esplosione. Margaux, per tutto tranquilla, trova una lettera sulla sua scrivania; sembra una lettera di Victoria. Amanda non è per niente turbata, perché la casa era di Emily Thorne, non era sua, e poi era tutto una parte del piano. Emily rivela a Nolan che Mason Treadwell è tornato perché non ha rispettato il loro accordo, doveva scrivere lui la storia di Amanda Clarke, ma Emily non ha fatto altro che rovinare i suoi piani e rivelare al mondo la sua vera identità. I pompieri trovano un corpo tra le macerie; è impossibile identificare chi sia, ma hanno trovato un anello. E intanto, Margaux e Louise leggono la triste lettera di Victoria. Dall'anello, Emily capisce che il corpo è di Victoria! Ancora non sanno cos'abbia causato un incendio ed Emily dice a David che è stato trovato il corpo di Victoria. Ora, la ragazza ha paura perché potrebbero risalire a lei pensando che l'avesse fatto passare come un suicidio. Interviene Ben, dicendo che dalle analisi è risultato che si tratta davvero di Victoria Grayson. Inoltre, Margaux ha chiamato il distretto mostrando la lettera che la donna aveva scritto per annunciare il suicidio, accompagnata dalle sue stesse impronte dentali. Victoria è morta nel luogo che più le stava a cuore, la residenza dei Grayson, lo scrigno di tutti i valori della famiglia Grayson: potere, ricchezza e posizione sociale. Emily le aveva tolto la casa, e Victoria se l'è ripresa, per sempre. Riuscì a disattivare l'allarme grazie ai file del computer di Nolan, che contenevano le password del pannello di controllo della residenza. Almeno, questa cruenta guerra è finita. Emily si scusa con Ben, ancora amareggiato. Stevie ospita Carl e Jack in casa sua ed è molto felice perché si è lasciato il passato alle spalle ed ha deciso di vivere con lei. Ma la notizia dell'esplosione di Grayson Manor arriva anche da loro. Emily e Nolan fanno fatica a credere che la loro arcinemica Victoria Grayson ha esalato il suo ultimo respiro proprio a Grayson Manor. Nolan pensa di fare una vacanza insieme a Tony e concede ad Emily il suo jet privato per andare a recuperare l'amore della sua vita Jack. Emily accetta, ma prima deve incontrare Mason e avrà bisogno di una mano. Il loro incontro avviene in auto e Mason, apparentemente raffreddato, vuole che Emily riabiliti il suo nome prima che sia troppo tardi. Le concede solo due giorni di tempo, altrimenti manderà ai federali il libro che stava scrivendo su Amanda Clarke, essi indagheranno e le daranno la caccia fino all'ultimo giorno della sua vita, distruggendo il suo sogno di vivere per sempre felice e contenta con suo padre. Jack sospetta di Emily, ma Nolan gli assicura telefonicamente che è stato tutta un'idea di Victoria. Emily richiede l'aiuto di Nolan per creare una documentazione pregressa su Conrad e il suo avvocato che possa provare che Gordon Murphy è morto per mano di Conrad e scagionare Mason Treadwell. Queste sono le sue condizioni e Nolan accetta il lavoro, mentre Emily si occuperà del procuratore perché non abbia dei sospetti. Stevie cerca di scacciare i cattivi pensieri dalla mente di Jack, e con cattivi pensieri intende Emily. Amanda/Emily va dal procuratore dicendole che mentre cercava di recuperare alcuni effetti personali tra le macerie ha trovato una specie di doppio fondo sotto al pavimento del suo studio e al suo interno c'era una valigetta contenente altri documenti segreti di Conrad. Ovviamente, è tutto un suo piano per realizzare il desiderio di Mason. Emily e Mason si rincontrano nel seminterrato dell'edificio e gli chiede di non farsi vedere in giro per il momento, sarà lei a ricontattarlo quando verrà il momento adatto. Louise si fa dei sospetti, non vuole arrendersi, mentre Margaux si rassegna alla verità. Appena va in cucina, Louise si accorge che una porta è stata forzata e ci sono tracce di sangue. Probabilmente qualcuno è entrato lì per aggredire Victoria. Queste sono maggiori prove perché Louise e Margaux pensino che si sia trattato di un omicidio. Louise va in lacrime al Southampton Beach Club e fa una scenata davanti a tutti accusando Emily di aver ucciso Victoria nello stesso posto dove morì Daniel. Poco dopo, Emily viene chiamata dalla centrale di polizia, come preannunciato da Louise stessa. David continua a nascondere a sua figlia il fatto del suo tumore, mentre ormai la polizia ha escluso che si sia trattato di un suicidio. Emily, però, inizia a pensare che suo padre le nasconda qualcosa e gli chiede dove fosse la sera prima. Emily viene portata in sala interrogatori da Ben, ma inizia a metterla sul personale. Emily gli rivela allora che Mason Treadwell è vivo e può testimoniare che Emily si trovava in aeroporto quando c'è stata l'esplosione. Per provare che Mason è davvero vivo, gli consegna le chiavi dell'auto per trovare le impronte digitali di Treadwell. Appena uscita dalla sala degli interrogatori, Emily incontra Jack, appena tornato da Los Angeles. L'hanno chiamato per un interrogatorio. Emily gli prende la mano e gli chiede di andare alla casa sulla spiaggia, deve parlargli. Ma Jack non accetta, appena lascerà il distretto prenderà il primo volo per Los Angeles. Prima di andare via, però, Emily scopre che David a quell'ora si trovava in ospedale. Tony e Nolan si incontrano al club, ma Tony ha una brutta notizia: qualche mese fa fece una richiesta per adottare un bambino all'estero. Pensava che ci fossero voluti mesi o anni, per questo volle partire con Nolan, ma il giorno stesso gli hanno detto che il bambino arriverà fra due giorni. Nolan si congratula con Tony e gli propone di andare in città a comprare tutto quel che serve per il nuovo arrivo. Ma Tony vuole rimanere single, avrebbe voluto che funzionasse con Nolan, ma ha desiderato così tanto diventare padre. Nolan cerca di convincerlo che potrà funzionare benissimo tra loro due, però Tony non pensa possa essere un bene né per lui, né per sé stesso e neanche per il bambino. Così, gli dice addio e se ne va. La partenza di Jack è molto sospetta, ha deciso di cambiare vita e volare in California poco prima che la casa andasse a fuoco e morisse il suo nemico Victoria. Ben cerca di essere professionale, ma vuole sapere qualcosa da Jack: è stato lui ad aiutare Emily nell'omicidio? Jack si rende conto che quello di Ben è un conflitto per interessi; lavora su un caso in cui è coinvolta la sua fidanzata. Ben gli rivela che lui ed Emily si sono lasciati e poi quest'ultima è corsa in aeroporto per fermare Jack; è stato lui a vincere. Emily aspetta fuori dal dipartimento di oncologia suo padre e quando esce, gli chiede perché non le ha parlato del suo linfoma. Per fortuna, se n'è accorto in tempo e ha iniziato a curarsi presto. Si è finalmente tolto questo peso dalle spalle. La macchina di Emily viene portata in laboratorio e analizzata dalla CSI. Louise e Margaux si sentono così impotenti, mentre Amanda è lì fuori a passare la sua vita. Ma Margaux si è già messa all'opera e non si fermerà finché non avrà portato a termine una volta per tutte quello che intende fare. Mason richiama Emily per congratularsi dato che il suo nome è già stato riabilitato. Emily gli ordina di risorgere in fretta, poiché è il suo alibi e dovrà testimoniare per la morte di Victoria, ma Mason non accetta, non vuole più rivederla. Ma prima di sparire per sempre, le dice che prima di andarsene Victoria lasciò un messaggio ad Emily. Dopo la rivelazione di Emily, Mason incontrò la persona che lei ha rovinato più di lui. Nel videomessaggio, c'è Victoria che dice che la sua azione porrà fine alla vendetta. La donna rivela che ha rubato alcuni file dalla pen drive. Così come Emily accusò Victoria il giorno in cui Daniel le sparò sullo yacht, anche lei farà in modo che Emily venga accusata della sua morte. A quanto pare, ha vinto Victoria. Poco dopo, irrompono Ben e gli agenti che l'arrestano per l'omicidio di Victoria. Infatti, dalle analisi è risultato che nella macchina non c'era Mason ma Victoria. Mason finse di essere ammalato e lasciò capelli e sangue di Victoria sulla macchina. Mason era d'accordo con Victoria per incastrare Emily...
- Guest star: James Tupper (David Clarke), Karine Vanasse (Margaux LeMarchal), Brian Hallisay (Ben Hunter), Elena Satine (Louise Ellis), Roger Bart (Mason Treadwell), Gail O'Grady (Stevie Grayson), Josh Pence (Tony Hughes), Al Carabello (Miguel).

## Piano diabolico
- Titolo originale: Plea
- Diretto da: J.Miller Tobin
- Scritto da: Alex Taub

### Trama
Tutte le prove sono contro Emily, persino la lettera, che sembrava essere scritta con la calligrafia di Victoria, contiene alcune imprecisioni. Emily si ostina perché vuole che il suo avvocato la faccia uscire su cauzione. Invece, sembra che Nolan sia riuscito a rintracciare Mason Treadwell. Si trovano tutti in tribunale per la seduta. Intanto, Margaux si prepara a scrivere l'articolo su Emily e le fa visita Louise. Lei sta cercando di organizzare i funerali, ma c'è bisogno di un esecutore perché acceda all'attico di Victoria, e in questo caso l'esecutore è sua figlia Charlotte. Il giudice accetta di rilasciare Emily su cauzione, ma sotto severe condizioni. Ma se le sue condizioni verranno violate, verrà immediatamente arrestata. Emily, scortata a casa da Ben e i federali, viene messa agli arresti domiciliari. Ben le consiglia volontariamente di non pensare ad altri piani per liberarsi della cavigliera elettronica, è per questo che si è offerto volontario per arrestarla. Emily e Nolan si riuniscono perché lei è sicura che Mason deve avere una copia del videomessaggio in cui Victoria confessa di averla incastrata, altrimenti lo porterà in tribunale con la forza. Con le sue magie tecnologiche, Nolan è riuscito a comprare una cavigliera usata da un negozio di articoli militari, così la cavigliera falsa rimarrà attiva e dentro casa, mentre la vera sarà disattivata, così Emily potrà tranquillamente lasciare la dimora per andare alla caccia di Mason. Emily, però, pensa che Mason non sia stato l'unico complice al piano diabolico di Victoria. Intanto, Jack le chiede se è vero che venne in aeroporto per fermarlo ed Emily gli risponde di sì e gli chiede di rimanere. Emily gli dice esplicitamente che vuole stare assieme a lui e stanno quasi per baciarsi, quando Nolan li interrompe. Louise va da Charlotte perché ha bisogno del suo permesso per entrare nell'attico di Victoria, così da raccogliere le sue foto e i suoi vecchi ricordi. Ma Charlotte non vuole esserci ai funerali e rilascia il permesso a Louise, poi se ne va. David scopre che sua figlia vuole andare a cercare Mason e le chiede di andare lui al suo posto per trovare Mason. Ad un certo punto, salta la corrente ed Emily inganna suo padre mettendogli la cavigliera nel polso. Poi lascia la casa. Jack va da Margaux per le condoglianze. Ma Jack le chiede se sa qualcosa sulla morte di Victoria, sebbene Emily lo abbia avvisato di stare lontano dai guai. David riceve la visita di Ben e scopre il piano di Emily. La ragazza si reca nella roulotte dove vive Mason e forza la porta. Non lo trova e lascia la roulotte. I vicini le dicono che se n'è andato di corsa la sera prima, insieme ad un'amica. Le danno una piccola descrizione, aggiungendo che aveva un aspetto regale, sebbene portasse grandi occhiali da sole e un vestito informale. Non finiscono la descrizione, che Emily deve scappare allarmata dalle sirene della polizia. Emily cerca di scappare ma la arrestano. Sembra che Ben sia più che mai disposto a tenere dentro la sua ex. Emily resterà in prigione fino al processo, visite limitate, solo parenti e per poco tempo. Come aveva previsto David, invece Jack sospetta di Margaux poiché la targa della sua macchina è la stessa che portò Mason alla roulotte. Louise entra nell'attico ma sente alcuni rumori; è Nolan che si intrufola nell'attico per cercare prove contro Victoria. Louise vuole cacciarlo via, ma Nolan la avverte. Emily pensa che Victoria sia ancora viva e vuole trovare o lei o Mason. David le dà un indizio ed Emily gli chiede di avere cinque minuti in privato con Margaux. All'improvviso, David ha un attacco epilettico e cade per terra. Jack ricontatta il suo vecchio amico Daryl, che lavora nella vigilanza privata. In gioielleria, Margaux viene fermata dalla sicurezza, cioè Daryl, perché è scattato l'allarme. Nella borsa trovano un orecchino non suo e la portano sul retro. Margaux viene ammanettata dopo che ha dato uno schiaffo a Daryl. Jack paga Daryl di nascosto, sebbene l'avrebbe fatto gratis per un caro amico. Margaux viene arrestata e così Emily ha del tempo per parlarle. Emily riesce sorprendentemente ad aprire la cella e ad andare in quella di Margaux, chiudendosi dentro con lei. Emily le fa delle domande: come ha fatto Victoria ad incastrarla, a chi apparteneva il corpo in casa sua e ultima, ma non meno importante, dov'è Victoria. Emily minaccia di picchiarla e la strangola. Intanto, Louise trova la tuta nera della persona che ha aggredito Victoria nel porta vestiti di quest'ultima. Emily chiede di vedere Ben e gli rivela che Victoria è viva e ha scambiato le sue impronte dentali e le ecografie con quelle di un'altra persona, una certa Mary Gaines, morta la settimana scorsa. Ben cerca di toglierle dalla mente queste idee, ma Emily si scusa e chiede la sua fiducia e poi si appresta a raccontare come sono andate davvero le cose: crede sia partito tutto dalla sera della sua intervista, a quel punto Victoria si è documentata sul come fingere la sua morte e sparire. Sapeva che c'era bisogno di impronte e di un corpo, così pagò un dottore perché le desse il corpo di Mary Gaines, una donna morta in New Jersey che non sarebbe mancata a nessuno. Poi chiese a Margaux di fingere di aggredirla, facendo in modo che ci fosse qualcuno per testimoniare la sua aggressione. Ha allestito il suo attico per far sembrare che fosse stata aggredita, ha sparso il suo sangue ovunque e il resto lo ha dato a Mason perché lo distribuisse sulla macchina di Emily; ha alterato la sua grafia perché la lettera sembrasse contraffatta. E non restava altro che il gran finale. Mise l'anello nel dito della persona defunta, appiccò l'incendio e fuggì da Grayson Manor prima che esplodesse. L'unica cosa che Emily non sa è dove si trovi Victoria, ma Ben pensa che sia tutto un'invenzione e rifiuta di crederle. Louise va da Ben per mostrargli quello che ha trovato nell'armadio di Victoria, ovvero la tuta nera. Le tesi di Louise nutrono il sospetto in Ben che Victoria abbia davvero inscenato tutto questo e così si mette alla ricerca del cadavere di Mary Gaines. Infatti, non lo trova nelle celle frigorifere, mentre Margaux viene rilasciata. Louise parla con Margaux riguardo alla felpa, ma lei cerca di smentire Nolan e subito dopo chiama qualcuno per avvertirlo del pericolo. David porta brutte notizie: il suo tumore si è diffuso fino al cervello e gli rimangono solo sei mesi di vita, è troppo tardi. Ma Emily non si dà per vinta e farà di tutto pur di salvare suo padre dalle grinfie della morte. Ben si reca a casa di Mary Gaines e vi si intrufola dentro, sente dei rumori e la sua sorpresa è grande quando si ritrova davanti Victoria. Lei è ancora viva e ha inscenato tutto proprio come asseriva Emily. Ma viene accoltellato da niente di meno che White Gold... 
- Guest star: James Tupper (David Clarke), Karine Vanasse (Margaux LeMarchal), Brian Hallisay (Ben Hunter), Elena Satine (Louise Ellis), Christa B. Allen (Charlotte Grayson), Roger Bart (Mason Treadwell), Courtney Love (White Gold), Drew Rausch (Deryl), Kal Bennett (Simone), Stephen Mendel (Giudice Jesse Moss).

## Linea di confine
- Titolo originale: Two Graves
- Diretto da: John Terlesky
- Scritto da: Joe Fazzio

### Trama
Emily è ancora dietro alle sbarre e riceve la sgradevole notizia della morte di Ben.
Victoria si finge un muratore per andare a parlare di nascosto con Margaux, la quale le ha procurato soldi e documenti falsi, poiché il giorno dopo salirà a bordo di un jet privato diretto a Montpellier, in Francia. Ma Victoria rivela una cosa a Margaux: il cadavere che ha spacciato per suo era di sua madre, Marion Harper.
L'udienza che Emily ha richiesto ha inizio: Emily si alza in piedi e si dichiara colpevole dell'omicidio di Victoria Grayson. David non capisce perché Amanda si sia dichiarata colpevole e lei gli parla della morte di Ben. Mentre Jack e David pensano che la falsa dichiarazione di Emily sia una follia, per Nolan è tutto il contrario: nel caso in cui qualcun altro di loro fosse arrestato, ha studiato in dettaglio il programma di sicurezza delle carceri nel raggio di 300 km. Quindi Jack capisce che Emily si è costituita per essere spostata in un carcere di massima sicurezza, da dove la tireranno fuori.
Victoria dice a Margaux che la sera dopo che Emily distrusse la sua vita, ricevette una chiamata insolita da sua madre, sul letto di morte. Marion aveva cambiato il suo nome in Mary Gaines, così che sua figlia non potesse ferirla e umiliarla di nuovo. Aveva visto poi Emily in televisione, scoperto che Daniel era morto, che Charlotte era in terapia e del suo figlio illegittimo, Patrick. In punto di morte, la donna aveva rivelato a Victoria che suo padre era proprio l'uomo che si portò a letto, riuscendo, anche in fin di vita, ad essere crudele e spregevole. L'unica persona che resta ora a Victoria è Margaux.
Mentre l'addetto alla sicurezza della prigione si versa un caffè, Nolan installa da lontano un programma sul computer della vigilanza ed Emily si prepara al piano. Scatta l'allarme anti-incendio e il poliziotto è costretto ad aprire tutte le celle. Emily aspetta che tutti i carcerati lascino le loro celle e fugge dall'impianto di ventilazione. Evasa di prigione, viene portata via da Jack e Nolan. Il suo prossimo obiettivo è sbattere dentro Victoria Grayson.
Si svolgono i funerali di Victoria; sono però assenti Patrick e Charlotte. Louise prende il microfono per l'elogio funebre, ignara delle macchinazioni di Victoria e Margaux. C'è anche Victoria, desiderosa di rivedere per l'ultima volta i suoi amati figli e commossa dalle parole di Louise.
Nella casa di Mary Gaines, Emily e Jack scoprono che questa non è altro che Marion Harper, la madre di Victoria.
Emily è una ricercata e la notizia della sua evasione spopola sul web.
Jack nota che il pavimento è stato lavato, ma solo in un punto, mentre Emily trova una traccia di sangue, così i due scoprono che Ben è morto proprio lì.
Victoria, non volendo più che qualcuno soffra per colpa sua, ordina a Margaux di portare Louise da lei per dirle la verità. Margaux la avverte che Emily è una ricercata e segue le loro tracce. Non rimane altro che un'ultima strada: uccidere Emily. Margaux si rifiuta di essere coinvolta ancora una volta in uno spargimento di sangue, ma Victoria non ha mai voluto uccidere Amanda, vuole solo che uno degli scagnozzi di Margaux la rapisca e la rinchiuda per sempre. Emily e Jack sono bloccati a casa di Marion, non possono uscire. I due hanno tempo per confidarsi, si baciano finalmente e fanno l'amore. Il giorno dopo, Emily si risveglia nel letto, mentre Jack è uscito per fare la spesa. Emily, dopo aver trovato uno spazzolino di Marion, decide di assumere una nuova identità per riuscire a lasciare la casa.
Margaux porta Louise da Victoria. Louise non crede ai suoi occhi quando si trova davanti una persona fino ad ora creduta morta. Victoria le spiega tutto e le chiede di continuare a fingere. Nolan scopre che di recente Margaux ha versato una somma consistente in un conto in banca sulle Isole Cayman e, quando David pensa che il conto appartenga a Victoria, Nolan sostiene il contrario. Infatti, questo conto è aperto da anni e ha ricevuto enormi somme da tutto il globo. Nolan crede di aver capito a chi appartenga: l'FBI sta provando da tempo ad incastrare una mercenaria che si fa chiamare White Gold. Mentre parlano, Nolan riceve una notifica che Margaux ha appena staccato un assegno per l'assassina fantasma, e subito dopo riceve la chiamata di Emily, contenta ed euforica per aver trovato le prove che Victoria ha cambiato i corpi. David le consiglia di allontanarsi dalla casa il prima possibile, altrimenti verrà trovata e uccisa dal sicario di Margaux, cioè White Gold. Emily si rifiuta come sempre di ascoltare i loro consigli perché non vuole lasciare Jack da solo a casa di Marion. Ma Jack è appena tornato e inizia una dura lotta contro la spietata White Gold. Sembra vincere ma, alla fine, White Gold lo pugnala allo stomaco e si prepara a mettere fine alla sua vita. Sta quasi per ucciderlo, quando l'FBI irrompe e lei sparisce. Gli agenti federali soccorrono Jack, in fin di vita. Emily si finge infermiera per vedere Jack, fregandosene del rischio che corre con l'ospedale che pullula di poliziotti. Questa volta, l'obiettivo di Emily non è spedire Victoria in prigione, ma spedirla sotto terra. Stavolta Nolan non farà niente per cercare di fermarla, ma vuole occuparsi lui del sicario che Margaux ha assoldato per uccidere la sua amica. Sebbene non possano fare niente perché non sanno dove si trovi Victoria, Louise viene sorprendentemente in loro aiuto, rivelando loro l'informazione.
Intanto, Margaux si rende conto che qualcuno è entrato nel suo computer e le manda fotografie del cadavere di Ben. Poco dopo, Nolan si presenta nel suo ufficio e la minaccia di dimostrare che è stata lei a pagare la mercenaria che ha ammazzato Ben e mandato Jack in coma. Margaux non sapeva niente di tutto ciò e, con le lacrime agli occhi, cerca di tirarsi fuori dalle conseguenze che le sue azioni hanno causato. Nolan, forse commosso dalle sue lacrime, le consiglia di prendere una decisione, l'unica che le è rimasta. Jack si risveglia e chiede la mano di Emily in sposa a David. Quando sarà finita, vuole sposare Amanda, ma vuole la benedizione di David, il quale accetta senza pensarci due volte.
Louise va da Victoria, rinfacciandole il fatto che l'ha solo usata come una pedina. Victoria non capisce, ma Emily, appena arrivata con una pistola in mano, le spiega tutto. Le due nemesi si ritrovano ed Emily punta la pistola contro Victoria. Margaux chiama White Gold e le assegna una missione: dovrà mettere Nolan in pericolo, così Amanda si farà viva; questo sarà il suo ultimo incarico. La donna entra al Southampton Beach Club e chiede un drink e, mentre Nolan è distratto, gli conficca un coltello sulla mano e gli ordina di chiamare Amanda perché si presenti al club. Ma è tutto un piano, poiché Nolan stordisce White Gold con una pistola elettrica. Margaux gli toglie il coltello dalla mano e gliela fascia, poi prende una chiavetta USB che riguarda il conto di White Gold alle Cayman dalla tasca di Nolan. Il conto è riconducibile a ogni incidente mortale che sia stato inscenato, ma Nolan la rassicura, dicendole di aver cancellato ogni traccia del suo coinvolgimento. Nolan ha già chiamato la polizia e consiglia a Margaux di andare prima che arrivino, ma la ragazza, mossa dai risentimenti e dal gesto valoroso che compì Daniel per salvare una vita, ha intenzione di costituirsi.
Nel mentre, Victoria ed Emily conversano un po'. Victoria, furba e astuta, ha installato delle telecamere nella stanza quando ha saputo che Emily è evasa, quindi se lei premerà il grilletto, tutto il mondo verrà a sapere del vero omicidio che Amanda Clarke ha commesso. Emily le sputa addosso tutto l'odio e l'astio che prova nei suoi confronti: la sua morte sarà la reale vendetta. Emily si appresta a sparare, quando qualcun altro spara all'addome di Victoria e la uccide. Quel qualcun altro è David, che mette fine alla vita della subdola regina degli Hamptons, la donna dal cuore di ghiaccio che ha fatto di tutto e di più per distruggere lui e sua figlia Amanda. L'ha fatto perché Emily non superasse il confine e perdesse la sua anima. Il loro commovente addio viene interrotto da uno sparo di Victoria, che con le sue ultime forze spara alla sua nemica giurata Amanda / Emily. Il sangue delle due nemiche si è versato nello stesso luogo allo stesso momento. David chiama subito i soccorsi.
Dopo tanto tempo, Emily, strappata dalla morte, e Charlotte si ritrovano davanti alla tomba di David. In un ricordo, David è nella casa sulla spiaggia, in una giornata nevosa, seduto sulla panchina e rilasciato per compassione; è in paralisi a causa del suo tumore e riesce a stento a parlare. Alla fine, muore dopo aver detto a sua figlia che le vuole bene infinite volte l'infinito. Confucio diceva che prima di intraprendere la strada della vendetta, si devono scavare due fosse. Quello che disse è vero; una di quelle fosse è stata per David, che ha salvato sua figlia. E le altre sono state per tutte le persone che hanno perso la vita a causa della vendetta: Daniel, Conrad e infine Victoria. Non è facile perdonare, ed Emily non l'ha fatto con Victoria.
Nel presente, Amanda e Nolan si ritrovano al matrimonio, rammentando il tempo passato insieme. Ora che è finita, Nolan non sa più cosa fare. Emily si mette l'abito da sposa ed esce maestosa. Al matrimonio ci sono tutti, Stevie, il piccolo Carl, Louise e anche Charlotte. Amanda e Jack sono finalmente marito e moglie. La festa si svolge al Southampton Beach Club, e Jack prende un momento d'attenzione per ricordare tutti i cari che non sono stati presenti, a partire da suo fratello Declan, la vera Emily Thorne, suo padre Carl Senior, i loro amici Aiden e Ben e infine David, che è morto all'inizio dell'anno nuovo. La sua eredità permetterà ad Amanda e Jack di partire con la barca costruita scrupolosamente da David per la luna di miele. Invece Amanda regala un altro cane a Jack, uguale a Sammy. Per qualche ragione, il karma ha voluto risparmiare Amanda Clarke, ma non senza lasciare ferite profonde.
In un sogno, Charlotte chiede al dottore di non rivelare a sua sorella che il cuore di Victoria le è stato trapiantato, risultando i loro cuori inspiegabilmente compatibili. Charlotte sostiene che era questa la volontà di sua madre. Amanda pensa che sia solo un incubo e, risvegliatasi, trova accanto a lei il suo amato Jack, alla guida della barca. Si baciano, baciati a loro volta dalla luce del tramonto e pronti a cominciare un nuovo capitolo della loro vita insieme.
Intanto, Emily ha lasciato un bel regalo a Nolan: la possibilità di aiutare un ragazzo a scagionare la sua innocente madre. Così si conclude il ciclo infinito della vendetta di Emily Thorne.
- Guest star: James Tupper (David Clarke), Karine Vanasse (Margaux LeMarchal), Elena Satine (Louise Ellis), Christa B. Allen (Charlotte Clarke), Gail O'Grady (Stevie Grayson), Courtney Love (White Gold), Emily Alyn Lind (Giovane Amanda), Adrienne Barbeau (Marion Harper / Mary Gaines).